# Кетрін Гепберн
Ке́трін Ге́пберн (англ. Katharine Hepburn; 12 травня 1907 — 29 червня 2003) — видатна американська акторка театру, кіно й телебачення, чия кар'єра тривала 73 роки. 12-разова номінантка премії «Оскар» і 4-разова володарка нагороди — більше, ніж будь-яка інша акторка чи актор. Лауреатка премії «Еммі» 1976 року за головну роль у фільмі «Любов серед руїн», ще 4-разова номінантка «Еммі» й двох театральних премій «Тоні». У рейтингу найвизначніших кінозірок Американського інституту кіномистецтва, складеному 1999 року, Гепберн посіла перше місце.
Перед підкоренням Нью-Йорка отримала добру освіту: закінчила пенсільванський Брін-Мор-коледж із дипломами з історії та філософії. З 12 років виступала в аматорських виставах, пізніше працювала в бродвейських театрах. Після перших сценічних успіхів 22-річною Гепберн зацікавився Голлівуд. Дебютувала у кіно 1932 року в фільмі «Білль про розлучення».
Гепберн здобула неймовірну популярність у Голлівуді. Маючи характерну мову і безліч химерних манер, вона отримувала беззастережне схвалення шанувальників і безжальну критику недоброзичливців. Їй були притаманні безсоромна відвертість та «іконоборство», вона все робила так, як хотіла — відмовлялася давати інтерв'ю, носила повсякденний одяг, коли очікувалося, що вона випромінюватиме гламур 24 години на добу, відкрито конфліктувала з досвідченішими колегами, коли вони не відповідали її стандартам.

## Ранні роки та освіта

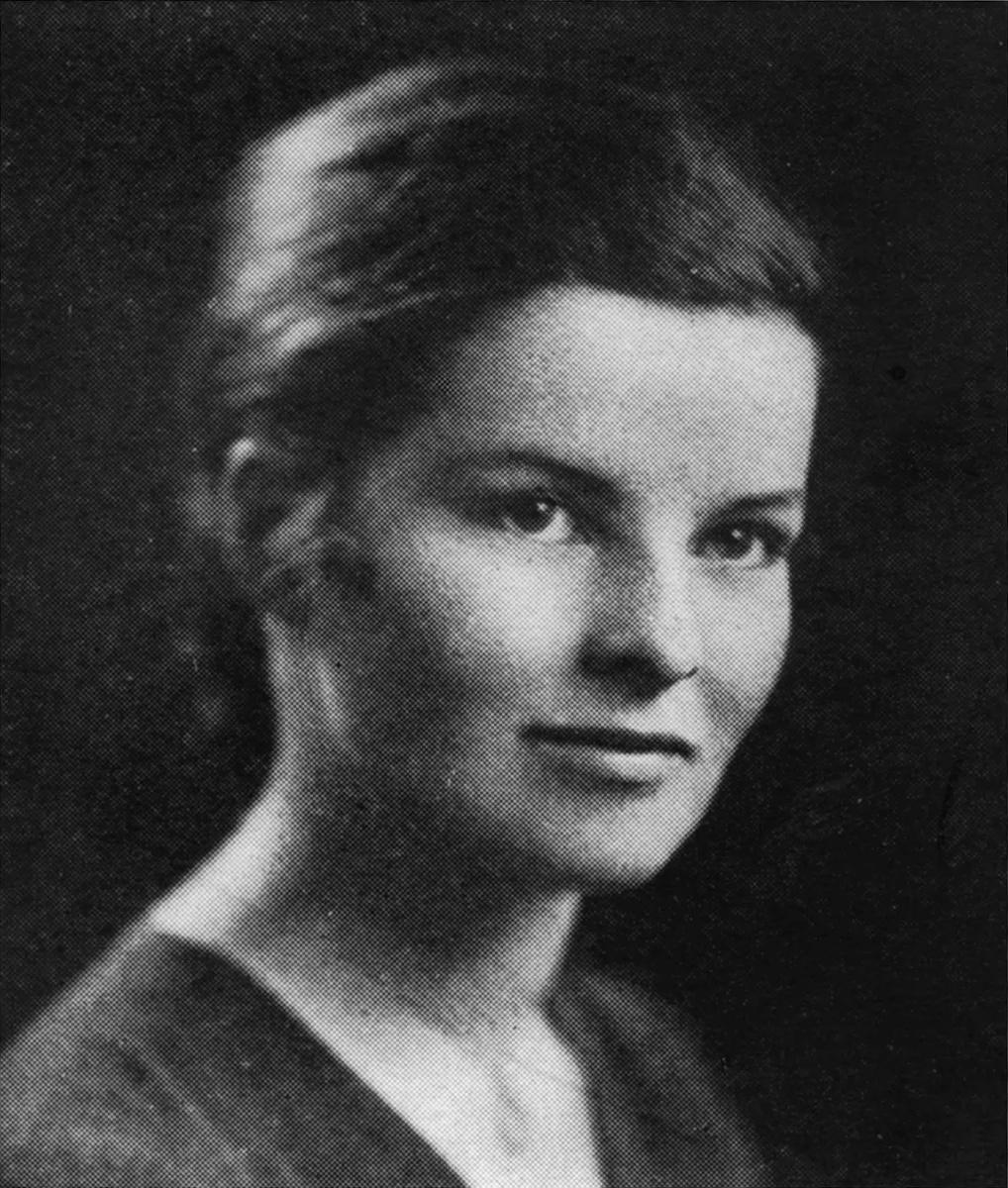
Фото Кетрін Гепберн під час навчання в коледжі Брін Мар (1928 рік)

Кетрін Гепберн народилася 12 травня 1907 року в Гартфорді (штат Коннектикут, США). Батько, Томас Норвелл Гепберн (1879—1962), працював урологом у Гартфордському шпиталі. Мати, Кетрін Марта Гоутон Гепберн (1878—1951), вирізнялася феміністичними переконаннями й займалася захистом прав жінок. Всього у родині виховували 6 дітей.
Батьки Кетрін боролися за соціальні зміни в США. Так, батько допоміг встановити нові правила в Американській Асоціації сексуального здоров'я, яка знайомила громадськість з венеричними хворобами, а мати очолювала місцеве відділення організації суфражисток, пізніше — брала участь у Русі контрацепції в США разом з Маргарет Сенгер.
Дитиною Кетрін відвідала з матір'ю кілька демонстрацій «Право голосу для жінок». Всі діти Гепбернів мали право на свободу слова. Їх закликали думати і дискутувати на будь-яку бажану тему. Суспільство критикувало батьків Гепберн за їхні прогресивні погляди, але саме це, на думку акторки, стимулювало її до боротьби з подальшими життєвими труднощами. Кетрін казала, що зрозуміла з юних років, що «була продуктом двох дуже чудових батьків», і говорила, як їй пощастило з вихованням, що створило передумови для її подальших успіхів. Протягом усього життя вона завжди намагалася бути ближче до своєї сім'ї.
У дитинстві Гепберн пустувала, любила називати себе Джиммі і коротко стриглася. Батько прагнув, щоб його діти сповна використовували свої розум і тіло, тому вчив їх плавати, бігати, пірнати, їздити на конях, боротися і грати в гольф та теніс. Гольф став головним захопленням Кетрін, вона брала щоденні уроки і дійшла до півфіналу в чемпіонаті з гольфу серед молодих жінок Коннектикуту. Любила купатися в протоці Лонґ-Айленд і приймала крижані ванни щоранку, вважаючи, що «гіркіші пігулки — то краще для нас». Гепберн змалечку любила кіно, кожного суботнього вечора ходила на кіносеанси у своєму місті. Пізніше почала ставити власні вистави і виступала для сусідів, друзів, братів та сестер, бравши по 50 центів за квиток, аби зібрати гроші для народу Навахо.

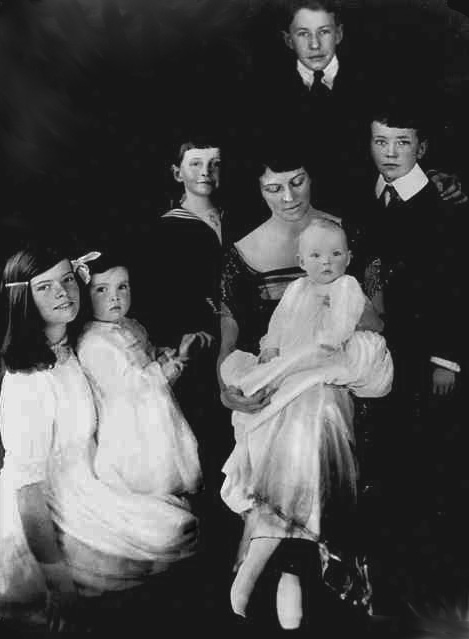
Кетрін Гепберн з дітьми: Кетрін (ліворуч), Маріон, Роберт, Том, Маргарет і Річард (1920)

3 квітня 1921 року, перебуваючи в гостях у друзів у Гринвіч-Віллиджі, Гепберн виявила свого улюбленого старшого брата Тома мертвим. Він обв'язав простирадло навколо балки і повісився. Члени її сім'ї заперечували самогубство і наполягали на невдалому експерименті. Ця втрата дуже вплинула на психіку Кетрін, зробивши її нервовою і примхливою, заронивши страх чужих людей: не хотіла спілкуватися з іншими дітьми, перестала ходити до школи і почала брати приватні уроки. Упродовж багатьох років використовувала день народження Тома (8 листопада) як свій власний. Лише 1991 року Кетрін Гепберн випустила автобіографію, в якій розкрила свою справжню дату свого народження.
У 1924 році Гепберн отримала місце в коледжі Брін-Моур. Вона відвідувала цей заклад передусім, щоб задовольнити матір, яка в ньому навчалася, і пізніше пригадувала, що їй там не подобалося. Це було вперше після трагічної смерті брата, коли вона була в навчальному закладі, почувалась незручно і незатишно з однокурсниками. Гепберн нелегко було впоратися з навчальними вимогами коледжу, і одного разу її спіймали під час куріння у кімнаті. Незабаром Гепберн звернулася до акторської майстерності і неодноразово намагалася отримати роль у театрі коледжу, але їй не вдавалось через погані оцінки. Пізніше, коли її успішність покращилась, почала регулярно виступати. Під час останнього року в коледжі виконала головну роль у постановці «Жінка на Місяці», і, отримавши позитивні оцінки виступу, вирішила продовжити театральну кар'єру. У червні 1928 року Кетрін Гепберн здобула ступінь бакалавра з історії та філософії.

## Кар'єра

### Початок кар'єри в театрі: 1928—1932
Кетрін Гепберн полишала університет з намірами стати акторкою. Наступного дня після його закінчення вирушила до Балтимора, щоб зустрітися з Едвіном Г. Нопфом, який керував у тому місті успішною театральною компанією. Вражений її завзяттям, Нопф дав акторці невелику роль у п'єсі «Цариця» 1928 року. Вона отримала хороші відгуки за невелику появу на сцені, критики газети «Pinted Word» описали її виступ як заворожливий. Наступного тижня Гепберн отримала ще одну невелику роль у п'єсі «Колиска викрадачів», але цей спектакль не так добре прийняли. Акторку розкритикували за надто напружений голос, тому вона вирішила залишити театральну компанію в Балтиморі, щоб навчатися у репетитора в Нью-Йорку правильно використовувати голосові зв'язки.

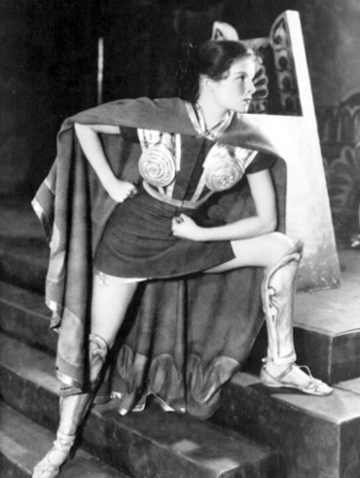
Кетрін Гепберн у ролі Антіопи в п'єсі «Воїн-чоловік» (1932 рік)

Нопф незабаром вирішив поставити п'єсу «Великий ставок» в театрі Нью-Йорка і призначив Гепберн дублеркою головної героїні. За тиждень до прем'єри вистави провідну акторку звільнили і замінили на Гепберн, що отримала головну роль лише через місяць від початку театральної кар'єри. У ніч відкриття вона прийшла пізно, плутала репліки, перечіплялась через власні ноги і говорила зашвидко. Гепберн негайно звільнили, і попередня виконавиця ролі повернулася в театр. Не сумуючи, Гепберн об'єднала зусилля з продюсером Артуром Гопкінсом і взяла роль школярки в п'єсі «Ці дні». Її бродвейський дебют відбувся 12 листопада 1928 року, в театрі «Корт», але відгуки про виставу були негативні і її закрили після восьмого вечора. Гопкінс одразу ж найняв Гепберн дублеркою в п'єсі Філіпа Баррі «Свято». На початку грудня, через 2 тижні після прем'єри, вона покинула трупу, щоб одружитися з Ладлоу Огденом Смітом, знайомим з коледжу. Вона планувала полишити театр, але почала нудьгувати за роботою й одразу ж відновилася на роль дублерки у «Святі», яку виконувала протягом 6 місяців.
1929 року Гепберн відхилила пропозицію Театральної Гільдії виконати головну роль у п'єсі «Смерть бере вихідний». Вона відчувала, що роль прекрасна, але її знову звільнили. Незабаром акторка повернулася в Театральну Гільдію і її взяли дублеркою з мінімальною заробітної платою в п'єсу «Місяць у селі». Навесні 1930 року Гепберн приєдналася до театральної компанії в Стокбриджі (штат Массачусетс), але покинула її в середині літнього сезону і продовжила брати уроки акторської майстерності. На початку 1931 року отримала роль у п'єсі «Мистецтво і місіс Боттл», що йшла на Бродвеї. Втім, її звільнили з ролі після того, як драматург не злюбив її, кажучи: «Вона виглядає переляканою, її образ спірний і вона не має таланту», але потім її знову взяли в спектакль, оскільки ніхто не зміг підібрати потрібну акторку для цієї ролі. Участь у цій п'єсі принесла їй невеликий успіх.
Гепберн також з'явилася в низці п'єс у літніх театральних гастролях в невеликому селі Айворитон, штат Коннектикут, і її виступи нарешті стали хітом. Протягом літа 1931 року Філіп Баррі запропонував їй роль у своїй новій п'єсі «Тваринний світ», разом з Леслі Говардом. Вони почали репетиції в листопаді, Гепберн мала відчуття, що ця роль зробить її зіркою, але Говард не злюбив акторку і її знову звільнили. Коли вона запитала Баррі, чому він вирішив її звільнити, відповідь була: «Ну, якщо бути абсолютно відвертим, то ви не дуже хороша». Це похитнуло впевненість Гепберн у собі, та вона продовжила шукати роботу. Акторка взяла невелику роль у майбутній виставі, але коли почалися репетиції, її попросили прочитати головну роль з грецької байки «Воїн–чоловік».
Роль амазонки Антіопи стала проривом її акторської кар'єри. Біограф Чарлз Гаєм стверджує, що ця роль була ідеальною для Гепберн, вимагала агресивної енергії та атлетизму, тому вона захоплено грала її. Відкриття спектаклю відбулось 11 березня 1932 року в театрі «Мороско», на Бродвеї. У першому акті Гепберн мала йти вниз вузькими сходами з оленем через плече, вбрана у коротку срібну туніку. Спектакль тривав упродовж трьох місяців, а Кетрін Гепберн отримала позитивні відгуки від критики. Річард Гарленд з газети «New York World-Telegram» писав: «Це диво тривало багато ночей, від цієї осяйної вистави посвітлішало на Бродвеї».

### Перші успіхи в Голлівуді: 1932—1934

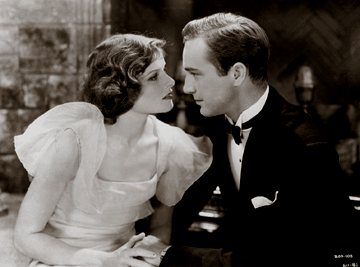
Кетрін Гепберн і Джон Беррімор у фільмі «Білль про розлучення (фільм)» (1932). Критиці сподобалась гра акторки і вона миттєво стала зіркою

Голлівудський агент Леланд Гейворд відзначив появу Гепберн у п'єсі «Воїн–чоловік» і запропонував їй спробувати себе на роль Сідні Ферфілд у майбутньому фільмі компанії RKO Pictures «Білль про розлучення» (1932). Режисер Джордж К'юкор був вражений, побачивши її: «Це була дивна дівчина, вона вирізнялася з-поміж усіх інших акторок, яких я колись зустрічав». Особливо йому сподобалася манера, з якою вона підняла келих: «Мені вона здалась дуже талановитою в тому дійстві». Гепберн запропонували роль, але вона вимагала оплату — 1500 доларів на тиждень, це був великий гонорар для невідомої акторки. К'юкор одразу ж вирушив до студії, щоб прийняти її вимоги, і вони підписали контракт з тритижневою гарантією. Менеджер RKO Девід О. Селзнік розповів, що компанія взяла на себе «величезний ризик», обравши таку незвичайну акторку.
Гепберн прибула до Каліфорнії в липні 1932 року. Їй було 25 років. Там вона знялася у «Біллі про розлучення» з Джоном Беррімором, але зовсім не виглядала переляканою. Хоча їй було дуже важко адаптуватися до самої природи кіно, та незабаром це мистецтво зачарувало акторку. Картина мала широкий успіх, а Гепберн отримала позитивні відгуки за роботу. Мордаунт Голл з журналу «Нью-Йорк Таймс» назвав її виконання «винятково добрим… гра Міс Гепберн є однією з найкращих, бачених на екрані». Критики журналу «Variety» писали: «Надзвичайне враження від Кетрін Гепберн у її першому фільмі. Вона має щось життєво важливе, що вирізняє її з-поміж інших». Після успіху цього фільму RKO підписала з Гепберн довгостроковий контракт. Джордж К'юкор став її другом і колегою на все життя, загалом вона знялася в 10 його фільмах.
Другим фільмом за участю Кетрін Гепберн став «Крістофер Стронг» (1933), що розповідає історію льотчиці та її роману з одруженим чоловіком. Картина не мала комерційного успіху, але відгуки про Гепберн були добрі. Регіна Крю з журналу «Нью-Йорк, Америка» писала: «Хоча її манерність різка, вона приковує увагу і чарує аудиторію. Вона є окремою, відмінною від усіх, позитивною особистістю». Третій фільм за участю Гепберн закріпив за нею статус найсильнішої акторки в Голлівуді. За роль молодої акторки Єви Лавлейс, спочатку призначеної для Констанс Беннетт у фільмі «Вранішнє сяйво», Кетрін Гепберн здобула нагороду «Оскар» в номінації «найкраща жіноча роль» 1934 року. Вона побачила сценарій цього фільму на столі продюсера Пандро С. Бермана і, переконавшись, що роль їй підходить, вирішила взяти участь у проєкті. Акторка вирішила не відвідувати 6-ту церемонію нагородження, а також наступні церемонії протягом усієї своєї кар'єри, але була в захваті від перемоги. Її успіх продовжився з роллю Джо Марч у фільмі «Маленькі жінки» (1933). Картина стала хітом і нині продовжує залишатися одним з найбільших успіхів в історії кіно. За свою роль Гепберн виграла «Кубок Вольпі» — престижну нагороду Венеційського кінофестивалю. Цей фільм був однією з улюблених робіт акторки і вона пишалася своїм виконанням, кажучи: «Я кидаю виклик будь-кому, хто зможе зіграти Джо так само добре, як я».

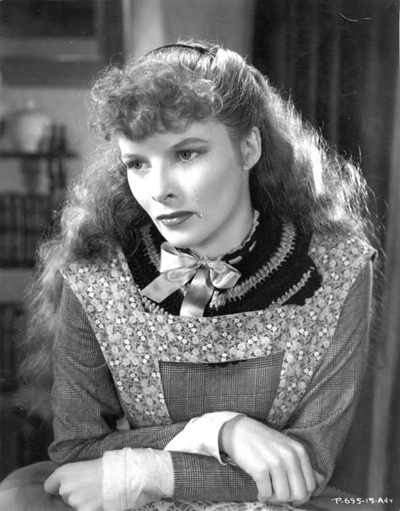
Кетрін Гепберн у ролі Джо Марч у фільмі «Маленькі жінки» (1933)

До кінця 1933 року Кетрін Гепберн стала широко відомою і шанованою акторкою, але вона прагнула проявити себе на Бродвеї. Джед Гарріс, один з найуспішніших театральних продюсерів 1920-х, переживав спад кар'єри. Він попросив Гепберн зіграти головну роль у виставі «Озеро». Вона погодилася грати за невелику платню. Перш ніж піти з RKO, акторці запропонували взяти участь у фільмі «Злючка» (1934). Вона виконала роль Тріґґер Гікс, неосвіченої дівчини з гір. Цей фільм вважають одним з найгірших у її кар'єрі. Гепберн також отримала погані відгуки за роботу. Вона зберігала плакат випуску фільму у своїй спальні впродовж усього життя, щоб зберегти в собі смирення.
Попередній перегляд вистави «Озеро» відбувся у Вашингтоні (округ Колумбія), де на неї був великий передпродаж квитків. Але після її провалу у фільмі «Злюка» (1934) довіру Джеда Гарріса до Гепберн було підірвано, проте вона вирішила боротися за роль, попросивши про додаткові репетиції. Попри прохання акторки, Гарріс переїхав з виставою до Нью-Йорка без додаткових репетицій. Друга прем'єра вистави відбулась у театрі Аль Хіршфельда 26 грудня 1933 року. Критики повністю розгромили гру Гепберн. Критикиня Дороті Паркер глузувала: «Вона керує палітрою емоцій від А до Б». Акторка хотіла піти, але в неї був підписаний 10-тижневий контракт з трупою. У підсумку їй довелося пережити приниження від різкого скорочення продажу квитків. Гарріс вирішив перенести виставу до Чикаго. Він казав Гепберн: «Моя дорога, мене цікавлять лише гроші, які я можу заробити на тобі». Акторка негайно відмовилася виступати і виплатила Гаррісу компенсацію в розмірі 14 000 доларів. Після цього Гепберн неодноразово казала про Гарріса: «Це була найбільш диявольська людина з усіх, кого я зустрічала», також вона стверджувала, що це був важливий досвід, який навчив її брати відповідальність за свою кар'єру.

### Невдачі в кар'єрі: 1934—1938

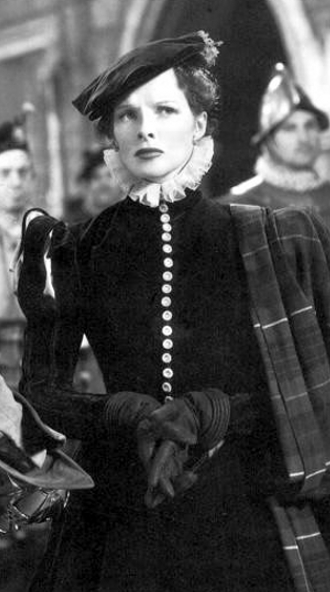
Кетрін Гепберн у ролі Марії Стюарт у фільмі «Марія Шотландська» (1936)

Після провалу у фільмі «Злюка» (1934) та виставі «Озеро» (1935) Кетрін Гепберн знову повернулася в RKO й отримала роль у фільмі «Маленький священник» (1934), заснованому на вікторіанському романі Джеймса Баррі, в спробі повторити успіх «Маленьких жінок» (1933). Але повторного успіху не вийшло, картина зазнала комерційного провалу. Наступний її фільм — романтична драма «Розбиті серця» (1935), в якому грала з Шарлем Буає, отримав погані відгуки і також призвів до фінансових втрат. Після трьох невдалих фільмів успіх повернувся до Гепберн з фільмом «Еліс Адамс» (1935) про зневірену дівчину, яка не може піднятися соціальною драбиною. Акторці сподобалася книга і вона була в захваті від запропонованої ролі. Фільм став хітом, однією з найкращих робіт Гепберн, за яку вона отримала другу номінацію на «Оскар». Кетрін отримала другу кількість голосів після переможниці Бетті Девіс.
Маючи право вибрати свій наступний фільм, Гепберн вирішила знятися в новому проекті Джорджа К'юкора, «Сільвія Скарлетт» (1935). Її партнером по фільму вперше став Кері Грант. Акторці довелося коротко підстригти волосся, оскільки її героїня маскується під чоловіка впродовж більшої частини фільму. Критики не злюбили цей фільм і він був непопулярний серед публіки. Далі вона зіграла Марію Стюарт у фільмі Джона Форда, «Марія Шотландська» (1936), який так само погано зустріла критика. Потім вийшов фільм «Жінка повстає» (1936) — драма вікторіанської епохи, в якій героїня Гепберн порушила звичаї, маючи дитину поза шлюбом. Комедійний фільм «Гідна вулиця» (1937) також не мав великого успіху і не був популярний в аудиторії. Це означало, що акторка знялась у чотирьох невдалих фільмах підряд.
Незабаром низка непопулярних фільмів викликала проблеми у стосунках з громадськістю, зокрема, у Гепберн були складні стосунки з пресою, на питання якої вона могла відповідати грубо і провокаційно. Коли її запитали, чи є у неї діти, вона огризнулася: «Так у мене їх п'ятеро: двоє білих і троє кольорових»! Вона відмовлялася від інтерв'ю з репортерами і не давала шанувальникам автографи. Така поведінка принесла їй прізвисько «Кетрін зарозуміла». Публіку також збивала з пантелику її хлоп'яча поведінка і дивний вибір одягу, зрештою вона стала багато в чому непопулярною і скандальною постаттю. Гепберн відчувала, що їй потрібно полишити Голлівуд, тож повернулася на схід у театральну адаптацію «Джейн Ейр». Гастролі пройшли успішно, але побоюючись невдачі і не бажаючи ризикувати після провалу у виставі «Озеро», вона відмовилася виступати на Бродвеї. Наприкінці 1936 року Гепберн претендувала на роль Скарлетт О'Хари у фільмі «Звіяні вітром», але продюсер фільму Девід Селзнік відмовив їй, бо вважав, що вона не мала сексуальної привабливості. За повідомленнями він сказав Гепберн: «Я не зможу дивитись, як Ретт Батлер переслідуватиме Вас дванадцять років».

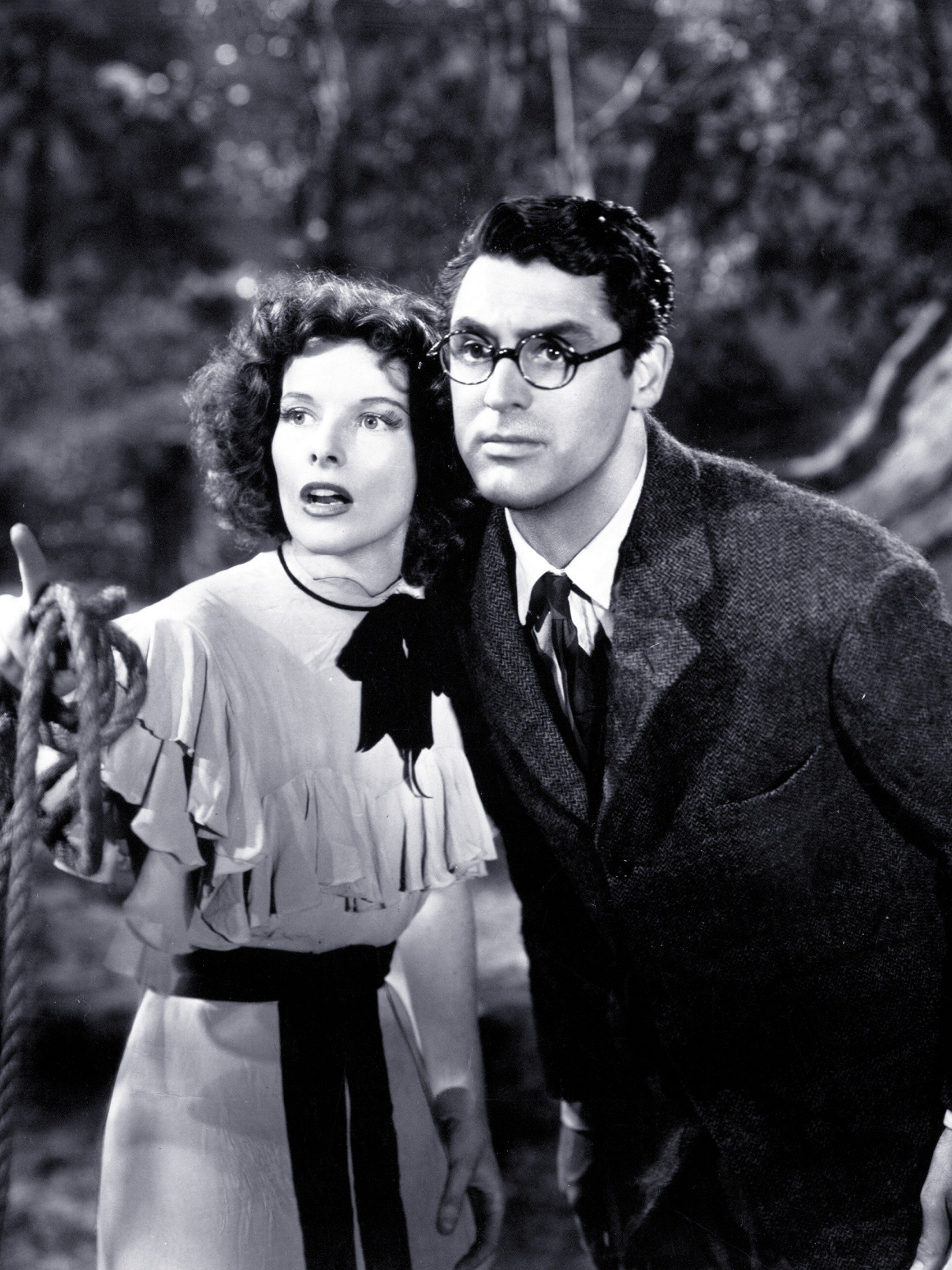
Кетрін Гепберн і Кері Грант у фільмі «Виховання крихітки» (1938), який став класичною ексцентричною комедією свого часу (разом вони знялися в чотирьох фільмах).

У своєму наступному фільмі «Службовий вхід до театру» (1937) вона втілила Террі Рендал, віддзеркалення її власного життя — дівчина з вищого суспільства намагається стати акторкою. Гепберн отримала високі оцінки критики, фільм був номінований на «Оскар» в категорії «найкращий фільм», але не виправдав надії RKO — стати касовим хітом. Галузеві експерти звинувачували Гепберн у невеликому прибутку компанії, але студія продовжувала роботу з акторкою, намагаючись воскресити її популярність. Незабаром вона отримала роль в ексцентричній комедії Говарда Гоукса «Виховання крихітки» (1938), в якій зіграла Сьюзен Венс, яка закохується в палеонтолога на ім'я Девід (Кері Грант) і намагається утримати його у своєму будинку, щоб завадити одруженню Девіда. Вона підійшла до роботи в цій комедії з упевненістю і дослухалася до порад колеги Волтера Кетлетта. Критики визнали фільм добрим, але в прокаті він провалився. Комедійний жанр і Грант були надзвичайно популярні у ті часи, тому біограф Ендрю Скотт Берг вважає, що причина була у відмові глядачів йти на Гепберн.
Після виходу «Виховання крихітки» (1938) «Незалежний американський театр» включив Гепберн у список артистів, які розглядалися як «касова отрута». Її репутація була на низькому рівні. Незабаром RKO запропонувала їй роль у фільмі з поганими перспективами «Курчата матінки Кері». Гепберн відмовилася і замість цього вирішила викупити свій контракт у компанії за 75,000 тис. доларів. Багато акторів боялися полишати систему студій, але особисте багатство акторки дозволило їй бути незалежною. Через деякий час вона підписала контракт на фільм «Свято» (1938) зі студією «Columbia Pictures», в цьому фільмі вона втретє грала в парі з Кері Грантом, її героїня — придушена суспільством дівчина, яка знаходить радість у відносинах з нареченим своєї сестри. Комедію позитивно оцінили, але їй не вдалось залучити велику глядацьку аудиторію. Вже наступний фільм Гепберн запропонували зіграти за 10 тис. доларів гонорару, тобто менше, ніж вона отримувала на початку кар'єри. Розмірковуючи над такими змінами у фінансах, Ендрю Бріттон написав про Гепберн: «Немає іншої зірки, яка зійшла б швидше або отримала більш захоплене визнання. Немає іншої зірки, що стала б настільки непопулярною так швидко і так надовго».

### Відродження: 1939—1942

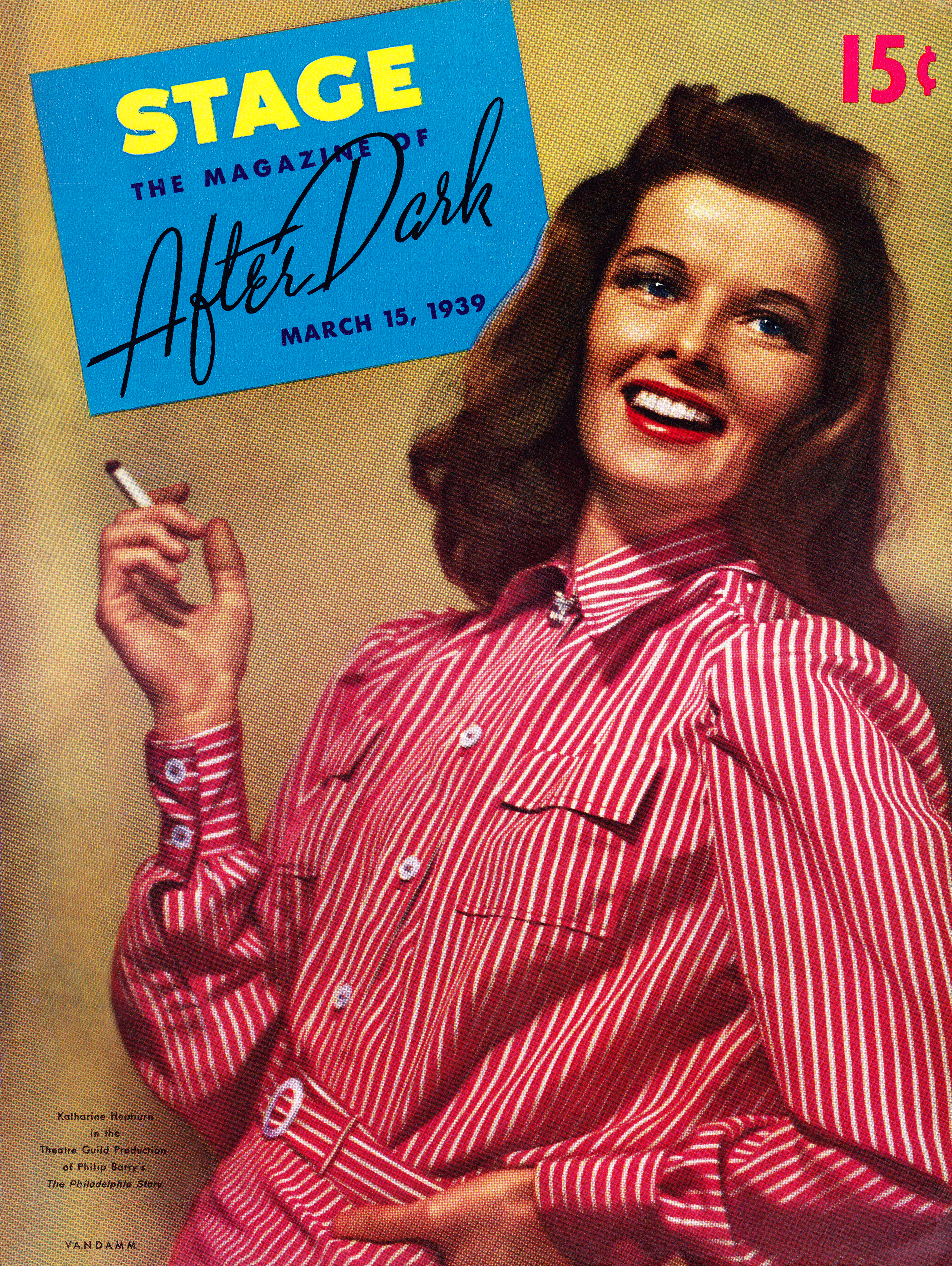
Гепберн на театральному плакаті в Бродвейській постановці «Філадельфійська історія (п'єса)» (1939)

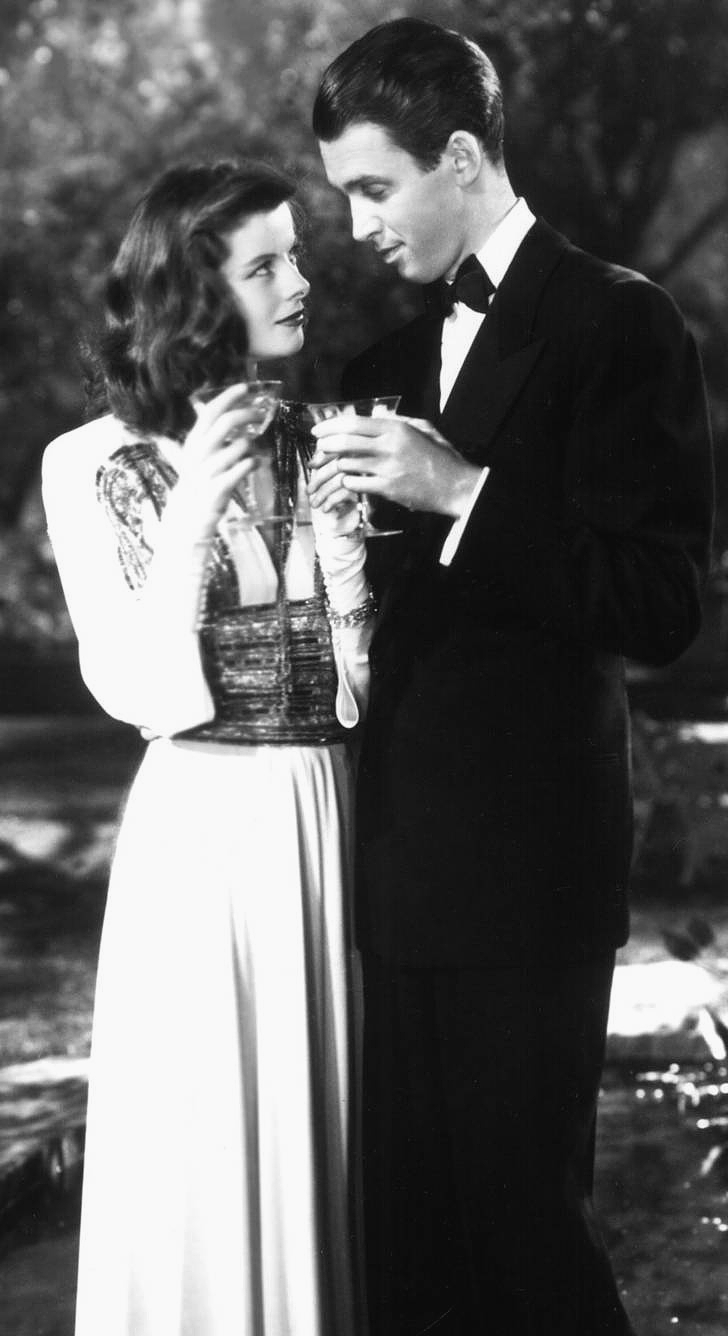
Кетрін Гепберн і Джеймс Стюарт під час зйомок фільму «Філадельфійська історія» (1940). Гепберн так казала про цю роль: «Я вдихнула в неї життя, а вона повернула мені кар'єру».

Після спаду в кар'єрі Гепберн покинула Голлівуд, вирушивши на пошуки нового проєкту, і незабаром підписала контракт з Філіпом Баррі, а потім взяла участь у його новій постановці, «Філадельфійська історія» (1939). Їй треба було втілити образ світської левиці Трейсі Лорд, характер якої є сумішшю гумору, агресії, нервозності і вразливості. Підприємець Говард Г'юз, який був коханцем акторки в той час, відчував, що ця п'єса може стати для неї зворотним квитком до зоряної слави в Голлівуді, тому він викупив права на екранізацію, перш ніж вона дебютувала на театральній сцені. Вистава «Філадельфійська історія» спочатку гастролювала США і отримала позитивні відгуки, а потім відкрилась у Нью-Йорку в театрі Сема Шуберта, 28 березня 1939 року. Це був грандіозний успіх, як у фінансовому плані, так і з точки зору критики. У підсумку спектакль мав 417 постановок, а потім продовжився другий успішний тур.
Кілька основних кіностудій звернулися до Гепберн з проханням про участь у зйомках екранізації «Філадельфійської історії». Вона вирішила продати права «Metro-Goldwyn-Mayer», найбільшій з кінокомпаній Голлівуду, за умови, що буде головною зіркою. Крім того, до умов договору увійшло її бажання вибрати будь-якого режисера для роботи, вибір припав на Джорджа К'юкора, партнерами собі вона обрала Джеймса Стюарта і Кері Гранта. Фільм починається з того, як Грант, повернувшись спиною, стукає в двері квартири акторки. Берг коротко описав, як створили персонажку Гепберн, щоб залучити аудиторію: «Посміявшись з неї вдосталь, зрештою публіка співчуватиме їй». Акторка вважала, що саме так можна відтворити її публічний імідж. «Філадельфійська історія» була одним з найбільших хітів 1940 року, побивши всі рекорди «Радіо-Сіті Мюзик-Холл». Критики журналу «Time» казали, що прощають брутальну поведінку акторки, і писали про неї: «Повернися до Голлівуду, Кейті, все пробачено…». Журнал «Variety» заявив: «Ця картина Кетрін Гепберн… ідеальна концепція всіх навіжених, але з характером світських левиць, сюжет без неї практично немислимий». Кетрін Гепберн втретє була номінована на премію «Оскар» за «найкращу жіночу роль».
Гепберн також відповідала за створення свого наступного проєкту, романтичної комедії «Жінка року» (1942). Ідею для фільму 1941 року їй запропонував Майкл Канін, який пригадував внесок Гепберн до написання сценарію. Незабаром вона представила готовий сценарій «Metro-Goldwyn-Mayer» і зажадала 250 тис. доларів: половину собі, половину авторам. Її умови прийняли, акторка також отримала право вибрати режисера і партнера, вибір припав на Джорджа Стівенса і Спенсера Трейсі. Фільм вийшов 1942 року й мав великий успіх. Критики високо оцінили взаємодію між зірками на екрані, наприклад, журнал «Хайм» так відзначив виступ Гепберн: «Приголомшливо зріла і досконала гра». У газеті «The World-Telegram» високо оцінили два «блискучі виконання». У підсумку акторка отримала четверту номінацію на «Оскар». У ході зйомок Гепберн підписала постійний контракт з «Metro-Goldwyn-Mayer».

### Уповільнення в 1940-х роках: 1942—1949
1942 року акторка повернулася на Бродвей, щоб зіграти в іншій п'єсі Філіпа Баррі, «Без любові», також написаній спеціально для неї. Критики були не в захваті від вистави, але з Гепберн вона залишалася популярною 16 тижнів. «Metro-Goldwyn-Mayer» жадали возз'єднати Спенсера Трейсі і Кетрін Гепберн у новому проекті, тож вони зупинили свій вибір на фільмі «Охоронець полум'я» (1942). В основу сюжету лягли темні таємниці з пропагандистським посланням про шкоду фашизму, тому Гепберн сприйняла цей фільм як можливість зробити політичну заяву. Картина отримала погані відгуки, але мала фінансовий успіх, що підтверджувало популярність дуету Гепберн і Трейсі.
Оскільки після виходу фільму «Жінка року» (1942) у Гепберн зав'язалися романтичні стосунки зі Спенсером Трейсі, вона здебільшого присвячувала весь вільний час догляду за актором, який страждав від алкоголізму і безсоння. У зв'язку з цим її кар'єра сповільнилася і решту десятиліття вона працювала менше, ніж у 1930-х. Глядачі добре запам'ятали її появу 1943 року в епізодичній ролі у воєнному фільмі Солдатський клуб «За кулісами», в якому вона грала саму себе. Після 1944 року вона взялася за нетипову для неї роль, грати китайську селянку у високобюджетній драмі «Сім'я дракона». Гепберн була в захваті від фільму, але глядачі його зустріли з байдужістю й про акторку написали, що вона «не підходить для цієї ролі». Потім вона возз'єдналася зі Спенсером Трейсі у фільмі «Без любові» (1945), після чого відмовилася від ролі у фільмі «Лезо бритви» (1946), щоб підтримати Трейсі під час його повернення на Бродвей. Фільм «Без любові» (1945) отримав погані відгуки, але нова робота Трейсі та Гепберн стала великою подією, що в свою чергу дало популярність фільму, на який продано рекордну кількість квитків за великодні вихідні 1945 року.

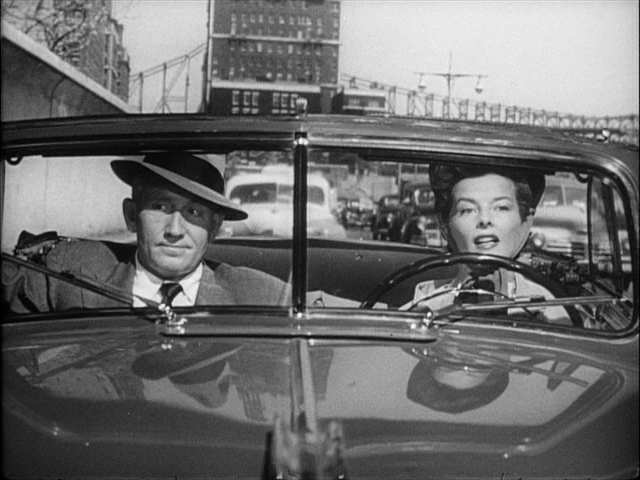
У 1940-х роках Гепберн знялася в більшості фільмів зі Спенсером Трейсі. Пізніше вона заявила, що завдяки партнерству з ним вона зробила великий ривок у своїй кар'єрі, оскільки в той час він був найбільш популярний. Трейсі і Гепберн у фільмі «Ребро Адама» (1949)

Наступною роботою Гепберн став фільм «Підводна течія» (1946), який критики зустріли погано. Четвертим фільмом акторки в парі з Трейсі став драматичний фільм «Море трави» (1947), дії якого відбуваються на Дикому Заході. Подібно до кількох попередніх фільмів, попри мляву реакцію з боку критиків, картина стала фінансово успішною як в Америці, так і за кордоном. Того ж року Гепберн втілила німецьку піаністку Клару Шуман у фільмі «Пісня про любов» (1947). Для цієї ролі вона активно брала уроки гри на піаніно. На момент випуску фільму в жовтні на кар'єру Гепберн чинило істотний вплив її суспільне протистояння зростаючому анти-комуністичному рухові в Голлівуді. В ті часи деякі люди розглядали акторку як небезпечну і прогресивну особистість, тому їй не пропонували роль упродовж дев'яти місяців. Її наступна роль прийшла несподівано, акторку запросили замінити Клодет Кольбер в політичній драмі Френка Капри «Держава союзу» (1948), всього за кілька днів до початку зйомок. Спенсер Трейсі вже давно був заявлений на головну чоловічу роль в цьому фільмі, тому Гепберн була добре знайома зі сценарієм. Критики позитивно оцінили фільм, також він мав касовий успіх.
Трейсі і Гепберн з'явилися на екрані разом вже третій рік поспіль у фільмі «Ребро Адама» (1949). Сценарій для цієї комедії написали спеціально їхні друзі Майкл Канін і Рут Гордон. В основі сюжету історія подружжя-юристів, які протистоять одне одному в суді. Гепберн описала ці ролі: «Вони ідеально підходять для Трейсі і мене». Хоча її політичні погляди продовжували викликати пікети у театрах по всій країні, але «Ребро Адама» став хітом, отримав позитивні відгуки і став найприбутковішим проектом для Трейсі та Гепберн. Критик з «Нью-Йорк Таймс» Бослі Кроутер дуже хвалив їхню гру і казав: «Цей дует — ідеальна сумісність».

### Професійне зростання: 1950—1952

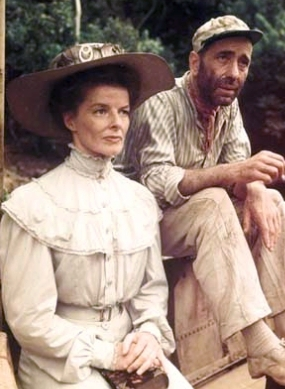
Кетрін Гепберн на зйомках фільму «Африканська королева» у Бельгійському Конго (1951)

У 1950-х роках перед Гепберн постала низка професійних викликів, коли більшість акторок її покоління почали втрачати популярність, Вільям Берг описав це десятиліття як «серце її величезної спадщини». У січні 1950 року Гепберн вирішила зіграти Розалінду в п'єсі Вільяма Шекспіра «Як вам це подобається». Вона сподівалася довести, що може виконувати класичні ролі, сказавши: «Краще спробувати щось складне і зазнати невдачі, ніж діяти безпечно весь час». Спектакль відкрили в театрі «Корт» в Нью-Йорку на широкій публіці. Квитки були практично розпродані на 146 вистав, а потім разом з трупою вона вирушила на гастролі. Коментарі про Гепберн були різноманітними, але її відзначили як єдину провідну акторку в Голлівуді, яка грає матеріал високого калібру на сцені.
1951 року акторка знялась у своєму першому кольоровому фільмі «Африканська королева». Вона зіграла Роуз Сеєр, манірну місіонерку, яка живе в Східній Африці на початку Першої світової війни. Незабаром стало відомо, що зйомки фільму переважно проходитимуть у Бельгійському Конго, акторка відразу погодилася на таку довгу поїздку. Процес виявилися важким, оскільки під час зйомок Гепберн захворіла на дизентерію. Пізніше вона згадувала про це у своїх мемуарах. Фільм вийшов наприкінці 1951 року з підтримкою публіки і критиків, у підсумку подарувавши акторці п'яту номінацію на премію «Оскар» в категорії «найкраща жіноча роль». Це був перший успішний фільм після «Філадельфійської історії» десятиліттям раніше, у якому вона взяла участь без Спенсера Трейсі і довела, що може стати зіркою і без нього, це в свою чергу повністю відновило її популярність.
Потім Гепберн знялась у спортивній комедії «Пет і Майк» (1952), сценарій для якої знову написали Майкл Канін і Рут Гордон. У реальному житті акторка займалася спортом і Канін пізніше охарактеризував цей факт, як своє натхнення для фільму: «Коли я спостерігав за Кейт, коли вона грала в теніс… ця ідея прийшла мені в голову, мені здалося, що глядачам це сподобається». На Гепберн тиснув режисер, який просив її на високому рівні показати у фільмі кілька видів спорту, не всі вони з'явилися на екрані. Фільм «Пет і Майк» (1952) був одним з найпопулярніших і найвище оцінених критиками фільмів, також улюбленим фільмом Гепберн з дев'яти, у яких вона зіграла з Трейсі. За роль акторка отримала номінацію на премію «Золотий глобус» в категорії «найкраща жіноча роль — комедія або мюзикл».
Влітку 1952 року Гепберн вирушила до Лондона, щоб виступити в 10-тижневому сезоні вистави Бернарда Шоу, «Миліонерка». Зрештою участь в цій п'єсі стала тяжким досвідом для акторки. Після довгої і напруженої роботи вона залишила виставу змученою. Її подруга Констанс Кольєр писала, що акторка була на межі нервового зриву. Широко відомий спектакль показали на Бродвеї. У жовтні 1952 року пройшла прем'єра в театрі Сема Шуберта, де, попри погану реакцію критиків, квитки на нього були розпродані на десять тижнів. Гепберн згодом намагалася зіграти в екранізації цієї п'єси, вона погодилася працювати безкоштовно і навіть пропонувала самій платити режисерові за роботу, але жодна студія не взялася за цей проєкт. Пізніше вона називала цей інцидент найбільшим розчаруванням у своїй кар'єрі.

### Ролі в п'єсах Вільяма Шекспіра: 1953—1962

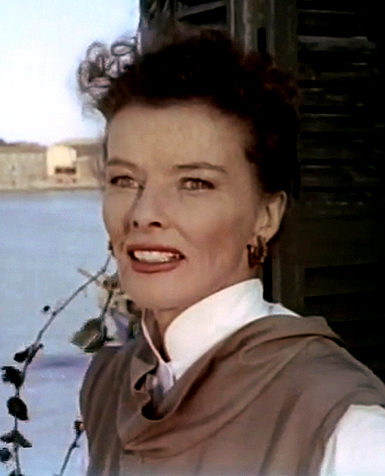
Кетрін Гепберн у ролі Джейн Гадсон у фільмі «Літо» (1955)

«Пет і Майк» (1952) став останнім фільмом Гепберн, після якого закінчився строк її договору з «Metro-Goldwyn-Mayer», що зробило її вільною у виборі наступних проєктів. Вона провела два роки відпочиваючи і подорожуючи, перш ніж взяла участь у романтичній драмі Девіда Ліна, «Літо» (1955). Фільм зняли у Венеції, а Гепберн грала самотню літню жінку, у якої зав'язався палкий роман з молодим італійцем. Акторка описала роль як «дуже емоційну», також їй було дуже цікаво працювати з Ліном. Під час зйомок Гепберн впала у водний канал, внаслідок чого в неї розвинулася хронічна інфекція в оці. Ця роль принесла їй номінацію на премію «Оскар» і була названа однією з найкращих робіт. Лін пізніше сказав, що це один з улюблених фільмів, які він створив, і що Гепберн його улюблена акторка. Наступного року акторка провела 6 місяців на гастролях в Австралії в театральній компанії «Олд Вік», граючи ролі в п'єсах «Венеційський купець», «Приборкання норовливої» і «Міра за міру». Тур був успішним, а Гепберн отримала позитивні відгуки критиків і публіки за роботу.
Потім Гепберн отримала номінацію на премію «Оскар» другий рік поспіль, за свою роль у фільмі «Продавець дощу» (1956). Вона знову зіграла самотню жінку, захоплену любовним романом. З'ясувалося, що Гепберн знайшла своє амплуа, граючи одиноких і закоханих жінок. Критики і глядачі насолоджувалися її грою. Акторка сказала, що: «Граючи ролі Ліззі Каррі („Шаман“), Джейн Гадсон („Літо“) і Розі Саєр („Африканська Королева“) — я грала себе. Мені не було важко грати цих жінок, тому що я теж неодружена і самотня». Меншим успіхом того року для акторки став фільм «Залізна спідниця» (1956) — адаптація класичної комедії Ернста Любіча, «Ніночка» (1939). Гепберн зіграла холоднокровну радянську льотчицю. Бослі Кроутер назвав її виконання жахливим. Це був публічний і комерційний провал, а Гепберн вважала цей фільм найгіршим у своїй кар'єрі.
Незабаром Трейсі та Гепберн возз'єдналися на екрані вперше за п'ять років в офісній комедії «Кабінетний гарнітур» (1957). Вільям Берг зазначив, що фільм спрацював як гібрид їхнього раніше успішного дуету в романтичних комедіях і самотньої особи акторки, але картина не мала касового успіху. Того ж літа Гепберн повернулася до ролей у п'єсах Шекспіра. З'явившись в Стартфорді, вона повторила свою роль у «Венеційському купці» і зіграла у виставі «Багато галасу з нічого», обидва проєкти сприйняли позитивно.

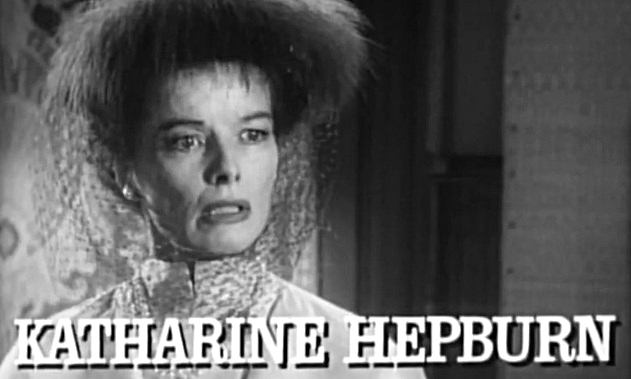
Кетрін Гепберн у ролі Вайолет Вінейбл у фільмі «Раптом, минулого літа» (1959)

Після дворічної перерви Гепберн знялася в екранізації п'єси Теннессі Вільямса «Раптово, минулого літа» (1959) з Елізабет Тейлор і Монтгомері Кліфтом. Фільм зняли у Лондоні й він став дуже неприємним досвідом для акторки. Вона постійно конфліктувала з режисером Джозефом Манкевичем під час зйомок, які, за словами знімальної групи, ледве вдалося завершити. Картина мала фінансовий успіх, а роль страшної тітки Вайолет Венейбл принесла акторці восьму номінацію на «Оскар». Теннессі Вільямс був задоволений виступом Гепберн, написавши: «Кейт приголомшлива акторка, її діалоги звучать добре, вона володіє дивовижною красою і чіткістю дикції». Він також написав сценарій для фільму «Ніч ігуани» (1961), спеціально для Гепберн. Акторці полестив такий подарунок, але вона відчула, що грати цю роль було б неправильно для неї, й відхилила пропозицію, зрештою роль дісталася Бетті Девіс.
Влітку 1960 року Гепберн повернулася в Стратфорд, щоб зіграти в спектаклях «Дванадцята ніч» і «Антоній та Клеопатра». У «Нью-Йорк пост» писали про її ролі: «Гепберн відтворює універсальний образ для кожної ролі… лише один або два її жести і спектакль вже цікаво дивитися». Акторка також пишалася своєю роботою. Її репертуар був ще більш вдосконалений, коли вона з'явилася в екранізації п'єси Юджина О'Нілла «Довгий день йде в ніч» (1962). Це був малобюджетний проєкт, і акторка погодилася грати у фільмі за десяту частину своєї звичної зарплатні. Гепберн назвала цей фільм «найвизначнішим з коли-небудь створених», до того ж, її роль Мері Тайрон, яка пристрастилася до морфіну, стала однією з найкращих робіт у її кар'єрі. «Довгий день йде в ніч» (1962) приніс акторці дев'яту номінацію на «Оскар» і Приз за найкращу жіночу роль Каннського кінофестивалю. Ця роль залишається однією з найбільш прославлених її робіт у кіно.

### Успіх у наступні роки: 1963—1970

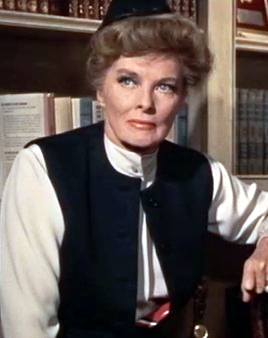
Кетрін Гепберн у ролі Крістіни Дрейтон у фільмі «Вгадай, хто прийде на обід» (1967)

Після завершення зйомок фільму «Довгий день йде в ніч» (1962) Гепберн зробила перерву в кар'єрі, щоб доглядати за хворим Спенсером Трейсі. Вона не працювала до 1967 року, коли вийшов фільм «Вгадай, хто прийде на обід», вдев'яте разом із Трейсі. Фільм зачіпає тему міжрасового шлюбу. Роль дочки героїні в цьому проекті виконала Кетрін Гоутон — племінниця акторки. Під час зйомок Трейсі був уже важко хворий. Кетрін Гоутон пізніше прокоментувала, що її тітка дуже сильно переживала в процесі зйомок. Трейсі помер через 17 днів після закінчення зйомок його останньої сцени від серцево-судинного захворювання. Фільм «Вгадай, хто прийде на обід» (1967) став тріумфальним поверненням Гепберн і її найбільш комерційно успішною картиною до того часу. Завдяки цій ролі вона виграла другу премію «Оскар» в номінації «найкраща жіноча роль», через 34 роки після її першої перемоги. Гепберн відчувала, що цю нагороду дали не просто їй, а й також щоб вшанувати пам'ять Трейсі.
Гепберн відразу ж повернулася до акторської діяльності після смерті Трейсі, воліючи займати себе роботою як засобом проти сильного горя. Вона отримала численні пропозиції, але вирішила зіграти Елеонору Аквітанську у фільмі «Лев узимку» (1968). Цю роль акторка називала захопливою. Гепберн багато читала про свою героїню, її головним партнером по фільму став Пітер О'Тул. Зйомки проходили в Абатстві «Монтмаур» на півдні Франції. Джон Рассел Тейлор сказав, що роль Елеонори Аквітанської — це результат довгої і продуктивної праці над нею, також він висловився, що з моменту своєї першої появи в кіно Гепберн виросла як акторка і розвинула свою майстерність до найвищого рівня. Фільм номінували на «Оскар» у всіх головних категоріях і, другий рік поспіль, Гепберн отримала третій «Оскар» за «найкращу жіночу роль» (спільно з Барброю Стрейзанд), а також премію BAFTA. Наступна поява акторки була у фільмі «Безумна з Шайо» (1969), який обернулася публічним і фінансовим провалом. Відгуки звинувачували у невдачі Гепберн.
Від грудня 1969 до серпня 1970 року Гепберн виступала в Бродвейському мюзиклі «Коко», що розповідає про життя Коко Шанель. Вона зізналася, що ніколи раніше не співала на сцені. Гепберн не була сильною співачкою, але все ж вирішила заспівати, Вільям Берг пізніше додав: «Чого їй не вистачало, так це заспівати на сцені, і вона з хоробрістю зробила це». Акторка брала уроки вокалу шість разів на тиждень при підготовці до вистави. Перед кожною виставою вона нервувала і говорила собі: «Цікаво, якого біса я взагалі тут роблю». Коментарі про спектаклі були посередніми, але саму Гепберн оцінили в ролі Коко і вона була популярною у публіки, згідно з вимогами якої спектакль двічі подовжували. Пізніше акторка сказала, що вперше вона визнала для себе, що громадськість була не проти неї і навіть, здавалося, полюбила її. За роль у цьому спектаклі Гепберн отримала номінацію на премію «Тоні» в категорії «найкраща жіноча роль у мюзиклі».

### Кіно, телебачення і театр: 1971—1983

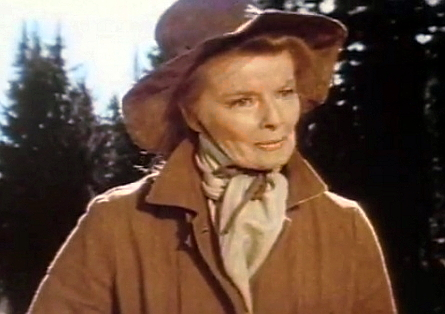
Кетрін Гепберн у ролі Юли Гуднайт у фільмі «Рустер Когберн (фільм)» (1975)

Кетрін Гепберн залишалася активною в професії протягом 1970-х років, з акцентом на ролі, описаній Ендрю Бриттоном як: «…Або сувора мати, або божевільна бабуся, що живе одна». Спочатку вона вирушила в Іспанію, щоб знятися у фільмі «Троянки» (1971) з Ванессою Редґрейв. Коли акторку запитали, чому вона прийняла цю пропозицію, вона відповіла, що хотіла розширити свій асортимент і спробувати все, чого не встигла раніше, поки ще мала час. Фільм отримав погані відгуки, але критики з Канзасу назвали виконання Гепберн найкращим того року. У 1971 році вона підписала контракт на зйомки в адаптації роману Ґрема Ґріна «Подорож з моєю тіткою», але була незадоволена ранньою версією сценарію і взялась переписувати його сама. Студії не сподобалися ці зміни, тому Гепберн покинула проєкт і її замінила Меггі Сміт. Її наступний фільм, екранізація п'єси Едварда Олбі «Нестійка рівновага» (1973) режисера Тоні Річардсона, мав невеликий реліз і отримав переважно несприятливі відгуки.
1973 року Гепберн вирішила вперше з'явитися на телебаченні, у головній ролі в телевізійному фільмі «Скляний звіринець». Вона насторожено поставилася до ролі в цьому проєкті, але в підсумку він виявився однією з головних телеподій року, отримавши високі Рейтинги Нільсена. Гепберн отримала номінацію на премію «Еммі» за роль задумливої південної матері Аманди Вінгфілд, що намагається повернутися до аристократичного життя, яке пам'ятає з дитинства. Її наступна роль була в телефільмі «Любов серед руїн» (1975), драмі епохи короля Едуарда. Вона отримала позитивні відгуки і високі рейтинги, була удостоєна премії «Еммі» в номінації «Найкраща жіноча роль у міні-серіалі або фільмі».
У 1974 році Кетрін Гепберн єдиний раз відвідала церемонію вручення премії «Оскар», щоб вручити нагороду імені Ірвінга Тальберга Лоуренсу Вайнгартену. Публіка аплодувала їй стоячи кілька хвилин, а вона в свою чергу жартувала: «Я дуже щаслива, що мені ніхто не сказав — па-па». Наступного року вона в парі з Джоном Вейном знялася у фільмі «Рустер Когберн» (1975), продовженні оскароносного фільму «Залізна хватка» (1969). Гепберн втілила глибоко релігійну літню жінку, яка об'єднується з самотнім чоловіком, щоб помститися за смерть члена своєї сім'ї. Фільм отримав посередні відгуки, його кастинг був досить продуктивний, щоб привернути увагу публіки, але фільм не виправдав надій студії й став лише помірно успішним.

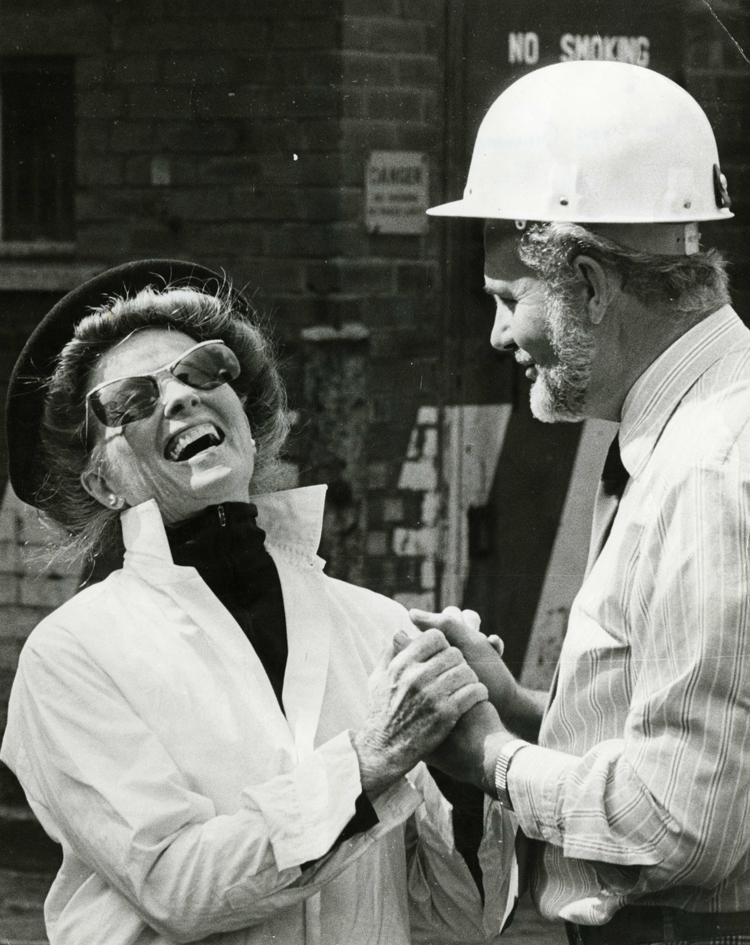
Кетрін Гепберн і Майк Омен під час зйомок фільму «Кукурудза зелена (фільм, 1979)» (1978)

1976 року Гепберн повернулася на Бродвей і протягом трьох місяців грала у п'єсі Енід Багнолд «Питання тяжіння». Роль ексцентричної місіс Базіль стали вважати ідеальним зразком для акторки і п'єса була популярною попри погані відгуки, а пізніше вона вирушила в успішний тур всією країною. Під час перебування у Лос-Анджелесі Гепберн зламала стегно, але все ж вирішила продовжувати турне з виступами в колясці. Того ж року її визнали «Улюбленою кіноакторкою», за що вона отримала премію «Вибір народу». Після трирічної перерви акторка знялася у фільмі «Вийшов зайчик політати» (1978), не вимагаючи винагороди за роботу. Пригодницька комедія стала одним з найбільших провалів у її кар'єрі. Сценарист Джеймс Прідо, який працював з Гепберн, пізніше писав, що «Що фільм помер у момент виходу» і називав його її «втраченим фільмом». Гепберн стверджувала, що головна причина, через яку вона прийняла пропозицію — це можливість покататися на повітряній кулі. Потім акторка вирушила в Уельс, щоб взяти участь у зйомках телефільму «Кукурудза зелена» (1979). Це був останній з десяти фільмів Гепберн спільно з Джорджем К'юкором, за роботу в якому вона отримала номінацію на «Еммі».
До 1980 року у Гепберн розвинувся сильний тремор, через який вона постійно хитала головою. Вона не працювала протягом двох років, заявивши в телевізійному інтерв'ю: «Я занадто стара, тепер нехай молоді видираються і пітніють». У цей період часу вона сходила на Бродвейську постановку «На золотому озері» і була вражена, як літня подружня пара справляється з труднощами в старості. Джейн Фонда придбала права на екранізацію цієї п'єси й запросила свого батька, актора Генрі Фонду, зіграти головну чоловічу роль, а Гепберн прагнула зіграти роль примхливої Етель Теєр. Фільм «На Золотому озері» став успішним, другим найкасовішим фільмом 1981 року. Але найбільше вразило те, як енергійна 74-річна Кетрін Гепберн пірнула одягненою в озеро Сквам і наживо виконала пісню. За роль у цьому фільмі акторка виграла другу премію BAFTA і рекордний четвертий «Оскар». Гомер Діккенс у своїй книзі про Гепберн відзначив: «Перемогу акторки у вузьких колах вважали сентиментальною, але більшість вважають цю перемогу результатом її тривалої, наполегливої і важкої роботи в кіно, а також багато спостерігачів бачили цю перемогу як данину поваги до Кетрін Гепберн».
Гепберн також з'явилася на театральній сцені в 1981 році. Вона отримала другу номінацію на премію «Тоні» за роль 70-річної вдови, яка має жагу до життя, у п'єсі «Вестсайдський вальс». Журнал «Variety» відзначив, що роль була очевидною і цілком прийнятною для власного іміджу акторки. Волтер Керр з «Нью-Йорк Таймс» писав про її виконання: «Вона таємнича жінка, вона вміє вдихати життя в неживі проєкти». Акторка сподівалася взяти участь у екранізації цієї п'єси, але ніхто не купив права на кіновиробництво. До цього часу за Гепберн закріпилась репутація однієї з найулюбленіших акторок США, що показало опитування журналу «People», а трохи пізніше їй вручили премію «Вибір народу».

### Подальші телероботи й завершення кар'єри: 1984—1994
1984 року Гепберн знялася у фільмі «Грейс Квіглі», що розповідає історію літньої жінки, яка наймає кілера (Нік Нолті), щоб убити себе. Гепберн знайшла цікаву роботу в цьому похмурому фільмі, але відгуки були негативні, а касові збори невеликі. У 1985 році вона представила телевізійний документальний фільм про життя і кар'єру Спенсера Трейсі. Більшість її робіт в той час були здебільшого в телефільмах, які не отримали похвали від критики, але, як і раніше, користувалися популярністю аудиторії. З кожним фільмом Гепберн хотіла оголосити про закінчення своєї кар'єри на екрані, але якийсь час продовжувала грати нові ролі. Акторка отримала номінацію на премію «Еммі» 1986 року за роль у фільмі «Місіс Делафілд хоче заміж», а через два роки знялася в комедії «Тут спала Лора Ленсінг» зі своєю внучатою племінницею Шайлер Грант.
1991 року Гепберн випустила автобіографію «Me: Stories of my Life», яка понад рік очолювала списки бестселерів. Потім 1992 року вона повернулася на телеекрани у фільмі «Чоловік поверхом вище», за роль в якому отримала номінацію на «Золотий глобус». У 1994 році працювала з Ентоні Квінном у фільмі «Це не може бути коханням», значною мірою заснованою на житті Гепберн, з численними посиланнями на її особистість і кар'єру. Пізніше цей фільм описали як «вигаданий варіант її життя», а критика відзначила, що Гепберн по суті грала саму себе.
Передостаннім фільмом за участю Гепберн стала мелодрама «Любовна історія» (1994). У 87 років вона грала головну роль разом з Аннетт Бенінг і Ворреном Бітті. Це був єдиний фільм у кар'єрі Гепберн, окрім епізодичної ролі у фільмі Солдатський клуб «За кулісами», в якому вона не грала провідну роль. Роджер Еберт зазначив, що тут вона вперше виглядала тендітною, але її «величний дух» був усе ще в ній, і її сцени «прикрашали фільм». У 1994 році Кетрін Гепберн знялася у своєму останньому фільмі «Одне Різдво» (1994), за роль в якому номінована на «Премію Гільдії кіноакторів США» в категорії «Найкраща жіноча роль у телефільмі або міні-серіалі». На момент зйомок фільму акторці було 87 років.

## Особисте життя

### Імідж і характер
Я вражаю людей і здаюсь їм особливою в деякому роді, хоча я і не зовсім розумію, чому. Звичайно, у мене незграбне лице, незграбний ніс, а може і незграбна особистість, яка постійно тицяє в людей. Я особистість і я акторка. Покажіть мені акторку, яка не є особистістю, і тоді ви покажете мені жінку, яка не є зіркою.
Кетрін Гепберн про свою особистість.
Кетрін Гепберн була відома віддаленим від суспільства життям, вона не любила давати інтерв'ю або спілкуватися з шанувальниками впродовж більшої частини своєї кар'єри. Таким чином вона віддалила себе від світського способу життя, який вважала нудним і поверхневим, також акторка носила звичайний повсякденний одяг, неприйнятний в епоху гламуру.

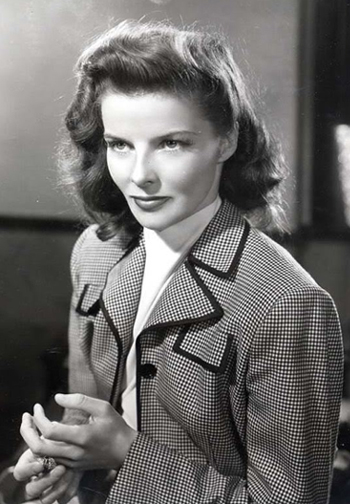
Кетрін Гепберн під час зйомок фільму «Жінка року» (1942)

Вона рідко з'являлася на публіці і уникала відвідування ресторанів, а одного разу навіть вирвала камеру з рук фотографа, який сфотографував її без дозволу. Попри її прагнення до самоти, Гепберн насолоджувалася своєю славою, а пізніше зізналася, що їй не сподобалося б, якби преса повністю ігнорувала її. Багато років по тому, в літньому віці, починаючи з двохгодинного інтерв'ю на «Шоу Діка Каветта» в 1973 році, Гепберн ставала все відкритішою до громадськості.
Гепберн була сповнена енергії та ентузіазму, про що часто згадують у її життєписах, а її особиста незалежність стала ключем до успіху. Така впевненість у собі означала, що вона може контролювати будь-які складні ситуації. Її друг Майкл Канін порівнював Гепберн зі своєю шкільною вчителькою, кажучи, що вона може бути суворою і щирою. Кетрін Гоутон прокоментувала, що її тітка може бути «нестерпно самовдоволеною і владною». Гепберн зізналася, що була особливо нестерпною в ранньому віці, коли вимагала щось. Вона завжди раділа життю, а часом міркувала: «Я люблю життя і мені так пощастило, чому б мені не бути щасливою?». Ендрю Скотт Берг добре знав Гепберн в останні роки і заявив, що хоча вона була вимогливою, але зберегла почуття смирення і людяності.
Акторка вела активне життя, займалася плаванням і щоранку грала в теніс. Навіть у літньому віці вона продовжувала грати в теніс регулярно, що було зазначено в документальному фільмі про неї «Кетрін Гепберн: Все про мене» (1993). Вона також любила живопис, який став її пристрастю в останні роки життя. Коли її запитали про політику, Гепберн сказала репортерам: «Я завжди кажу, що я в інтересах меншин і стаю на ліберальний бік. Я не та людина, яка говорить „ні“ простому народу». Антикомуністичний рух у 1940-х роках в Голлівуді підштовхнув її до політичної діяльності, коли вона увійшла в Комітет з першої поправки. Її ім'я згадувалося на слуханнях Комісії з розслідування антиамериканської діяльності, але Гепберн заперечувала, що співчуває комуністам. Пізніше вона відкрито пропагувала контрацепцію і підтримувала аборти. Вона дотримувалася теорії Альберта Швейцера — «Благоговіння перед життям», але не була релігійною і не вірила в загробне життя. 1991 року Гепберн сказала журналістам: «Я атеїстка і це все. Я вважаю, що ми нічого не можемо знати, крім того, що повинні бути добрішими одне до одного і робити те, що можемо робити для інших людей». За свої публічні заяви про ці переконання 1985 року вона отримала від Американської гуманістичної асоціації Нагороду гуманістичних мистецтв.

### Стосунки
Єдиним шлюбом Гепберн був Ладлоу Огден Сміт, бізнесмен з Філадельфії, з яким вона познайомилася ще під час навчання в коледжі Брін Мар. Вона одружилася з ним 12 грудня 1928 року, коли їй був 21 рік, а йому 29. Гепберн не взяла прізвище чоловіка, вважаючи звучання Кетрін Сміт надто простим. Вона ніколи повністю не віддавала себе шлюбу і завжди ставила на перше місце свою кар'єру. Переїзд до Голлівуду 1932 року закріпив їхню відчуженість одне від одного і в 1934 році Гепберн вирушила до Мексики, щоб отримати швидке розлучення. Гепберн часто висловлювала подяку Сміту за його фінансову і моральну підтримку в перші дні її кар'єри і залишалася з ним друзями до смерті Сміта в 1979 році.
Незабаром після переїзду до Каліфорнії Гепберн почала стосунки зі своїм агентом Леландом Гейвордом, хоча вони обоє були одружені. Гейворд запропонував Гепберн після того, як вони обоє розлучаться, одружитися, але вона відмовилася, пізніше пояснивши: «Мені хотілося бути самотньою і незалежною». Стосунки тривали чотири роки. У 1936 році, під час турне з виставою «Джейн Ейр», Гепберн почала зустрічатися з підприємцем Говардом Г'юзом. Їх познайомив за рік до того їхній спільний друг Кері Грант. Г'юз захотів шлюбу і таблоїди повідомили про майбутнє весілля, але Гепберн була зосереджена на відродженні своєї кар'єри, і розлучилася з ним у 1938 році, покинувши Голлівуд після того, як потрапила в список акторів «касова отрута».

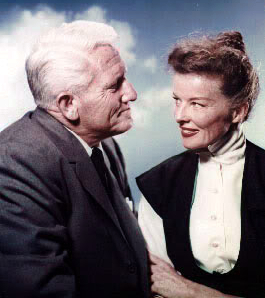
Рекламне фото Кетрін Гепберн і Спенсера Трейсі до фільму «Кабінетний гарнітур (фільм)» (1957)

Гепберн була твердою у своєму рішенні не одружуватись і не заводити дітей. Вона вважала, що материнство повинне вимагати повної віддачі, і сказала, що це не те, на що вона могла піти. Вона сказала Бергу: «Я була б жахливою матір'ю, тому що я переважно дуже егоїстична людина». Вона відчувала, що мала частковий материнський досвід, виховуючи набагато молодших братів і сестер, які повністю задовольнили її потребу у власних дітях.
На початку 1930-х років ходили чутки, що Кетрін Гепберн могла бути лесбійкою або бісексуалкою. У відповідь вона тільки жартувала. 2007 року Вільям Манн випустив біографію акторки, в якій стверджував, що Гепберн дійсно мала нетрадиційну сексуальну орієнтацію. У відповідь на це її племінниця Кетрін Гоутон сказала: «Я ніколи не виявляла жодних доказів того, що вона була лесбійкою». Проте у документальному фільмі 2017 року оглядачка Ліз Сміт, близька подруга Гепберн, засвідчила, що це дійсно так.

#### Кетрін Гепберн і Спенсер Трейсі: «Кохання на екрані і в житті»
Найбільш значні стосунки в житті Гепберн мала зі Спенсером Трейсі, з яким знялася у дев'яти фільмах. В автобіографії вона писала: «Коли я була поруч зі Спенсером, у мене були унікальні почуття. Я б зробила для нього що завгодно». Лорен Беколл, близька подруга акторки, пізніше писала про її «сліпу» закоханість в актора. Їхні стосунки згодом набули розголосу і про них часто згадували як про одну з легендарних любовних історій Голлівуду. Коли вони вперше зустрілися, їй було 34 роки, а йому 41. Трейсі спочатку з недовірою поставився до Гепберн, здивований її брудними нігтями і підозрюючи, що вона лесбійка, але Гепберн казала, що: «відразу зрозуміла, що знаходжу його невідворотним».
Трейсі залишався одруженим протягом їхніх довгих стосунків. Хоча він і його дружина Луїза вирішили жити окремо з 1930-х, але ніколи не прагнули офіційного розлучення. Гепберн не втручалася в їхні стосунки і ніколи не намагалася одружитися з Трейсі. Спочатку Трейсі мав намір приховувати стосунки з Гепберн від дружини, тому вони рідко залишалися наодинці. Вони були обережні і намагалися не з'являтися на публіці разом. Трейсі мав проблеми з алкоголем і часто був у депресії. Гепберн описувала його «змученим» і присвятила себе тому, щоб зробити його життя легшим.
Люди, які бачили їх разом, описували, як поведінка Гепберн цілком змінювалася, коли вона перебувала поруч з ним. Вона плекала його як мати і слухалася в усьому, Трейсі став сильно залежним від неї. Вони часто проводили великі проміжки часу далеко одне від одного через свою роботу, особливо в 1950-х, коли Гепберн часто працювала за кордоном. Здоров'я Трейсі значно погіршилося в 1960-х, і Гепберн зробила п'ятирічну перерву в кар'єрі, щоб доглядати за ним. Вона переїхала до будинку Трейсі, коли він був тяжко хворий і до самої його смерті (10 червня 1967 року) перебувала поруч з ним. З поваги до сім'ї Трейсі вона не була присутня на його похороні. Тільки після смерті Луїзи Трейсі, 1983 року, Гепберн почала публічно говорити про їхній роман. У відповідь на питання, чому вона залишалася з Трейсі так довго, попри характер їхніх стосунків, вона сказала: «Чесно кажучи, я не знаю. Я можу тільки сказати, що ніколи не могла полишити його». Вона стверджувала, що не знала, які почуття в нього були до неї, але для неї ці 27 років разом були «абсолютним блаженством».

### Останні роки і смерть

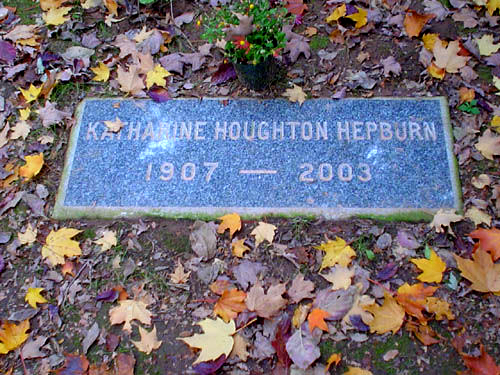
Надгробок Кетрін Гепберн у Гартфорді

Кетрін Гепберн часто говорила у свої 80 з гаком: «Я не боюсь смерті. Напевне, це щось прекрасне, як довгий сон». Її здоров'я почало погіршуватися невдовзі після останньої появи на екрані. Її шпиталізували в березні 1993 року через виснаження. Взимку 1996 року її шпиталізували з пневмонією. 1997 року вона стала дуже слабкою, говорила і їла дуже мало, багато хто боявся, що вона помре. В останні роки життя у Гепберн з'явилися ознаки деменції. У липні 2001 року її шпиталізували з інфекцією сечовивідних шляхів. У травні 2003 року в неї виявили злоякісну пухлину на шиї, але прийняли рішення не робити операцію через похилий вік. Акторка померла 29 червня 2003 року, через місяць після 96-го дня народження, у своєму родинному маєтку у Фенвіку (Гартфорд, штат Коннектикут). Вона похована на сімейній ділянці кладовища Сідар-Гілл, у Гартфорді. У зв'язку з побажанням Гепберн панахида не проводилася.
Смерть Кетрін Гепберн викликала широкий громадський резонанс. Упродовж кількох місяців після її смерті в пресі і на телебаченні висвітлювалися її життя і кар'єра. Їй присвячували багато телепередач, а низка газет і журналів присвячували їй цілі номери. Президент США Джордж Буш виступив із заявою, в якій було сказано, що «Гепберн увійде в історію як один з художніх скарбів нації». На честь її внеску в театральне життя країни увечері 1 липня 2003 року погасили вогні Бродвею. 2004 року згідно з побажанням акторки її речі виставили на аукціоні Сотбі в Нью-Йорку, який зібрав у підсумку 5,8 млн доларів, які вона заповіла своїй сім'ї.

## Оцінки творчості, спадщина та вплив
Багато дослідників сходяться на думці, що Гепберн не була інстинктивною акторкою. Вона любила спочатку ретельно вивчати сценарій і свою героїню, а потім якомога довше репетирувала і просила знімати багато дублів. Зі справжньою пристрастю до індустрії кіно вона важко працювала над кожною роллю, навчалася всіх необхідних навичок і всі трюки виконувала сама. Було відомо, що вона знає не лише свої слова, але й ролі своїх колег. Коментуючи її мотивацію до роботи, Стенлі Крамер сказав: «Працювати, працювати і працювати. Вона вміє працювати, поки не вичавить всіх до краплі». Гепберн також сама брала участь у виробництві кожного з її фільмів, вносила пропозиції щодо сценарію і висловлювала свою думку про все, від костюмів до освітлення.
Героїні Гепберн були, за деяким невеликим винятком, дуже заможними і розумними, часто сильними і незалежними. Гарсон Канін описав те, що він назвав: «Формула успіху Гепберн: A high-class, or stuck-up … girl is brought down to earth by an earthy type, or a lowbrow … or a cataclysmic situation. It seems to have worked time and time again». У зв'язку з її зображенням таких персонажок Бріттон бачив Гепберн як втілення «суперечностей природи і статусу жінки», оскільки сильні жінки, яких вона зображає, зрештою «повертаються до безпечного положення в межах статусу кво». Кінокритикиня Моллі Гескелл прокоментувала важливість цього для кар'єри Гепберн: «з такою лякаючою присутністю, було необхідно, щоб її персонажки займалися певного роду самоприниженням, аби залишитися на добрій думці у глядачів».
Кетрін Гепберн — одна з найзнаменитіших американських акторок, але її також критикували за недостатню гнучкість у виконанні ролей. Її героїні завжди відповідали її справжній особистості, що Гепберн підтвердила сама. 1991 року вона сказала журналістам: «Я думаю, що я завжди однакова. У мене дуже окреслена особистість і мені подобається матеріал, який показує цю особистість». Драматург і письменник Девід Макрей казав: «Подивіться будь-який фільм з Кетрін Гепберн і запитайте себе, чи вона не грає, по суті, одну й ту ж роль знову і знову… Ікона або не ікона, давайте не плутати по-справжньому цікаву й унікальну жінку з чудовою акторкою». Гепберн також неодноразово критикували за надто холодну поведінку.
Кетрін Гепберн вважають важливою і впливовою діячкою культури. Рос Гортон і Саллі Сіммонс включили її у свою книгу «Жінки, що змінили світ», присвячену 50 жінкам, які допомогли сформувати світову історію та культуру. Також вона входить у список енциклопедії «Британіка» «300 жінок, які змінили світ», в список «100 найважливіших жінок ХХ століття» журналу «Ladies Home», в список «100 легенд століття» журналу «Variety», і посідає 84 місце в списку «200 найвизначніших легенд попкультури всіх часів» каналу VH1. 1999 року Американський інститут кіномистецтва назвав Гепберн «найвизначнішою зіркою американського кіно за 100 років серед жінок».
Що стосується кінематографічної спадщини Гепберн, то телеведучий Шерідан Морлі сказав, що вона «зламала всі бар'єри» для жінок в Голлівуді, куди принесла втілення вольової жінки на екрані. Кіноакадемік Ендрю Бріттон написав монографію, в якій описав «ключову присутність Гепберн у межах класичного Голлівуду, постійне, потенційно радикальне збурення», і підкреслював її «центральну» роль у винесенні феміністського питання на екран. Меріон Едвардс стверджувала, що гра Гепберн сприяла «остаточному кроку в напрямку нового бачення жінок».

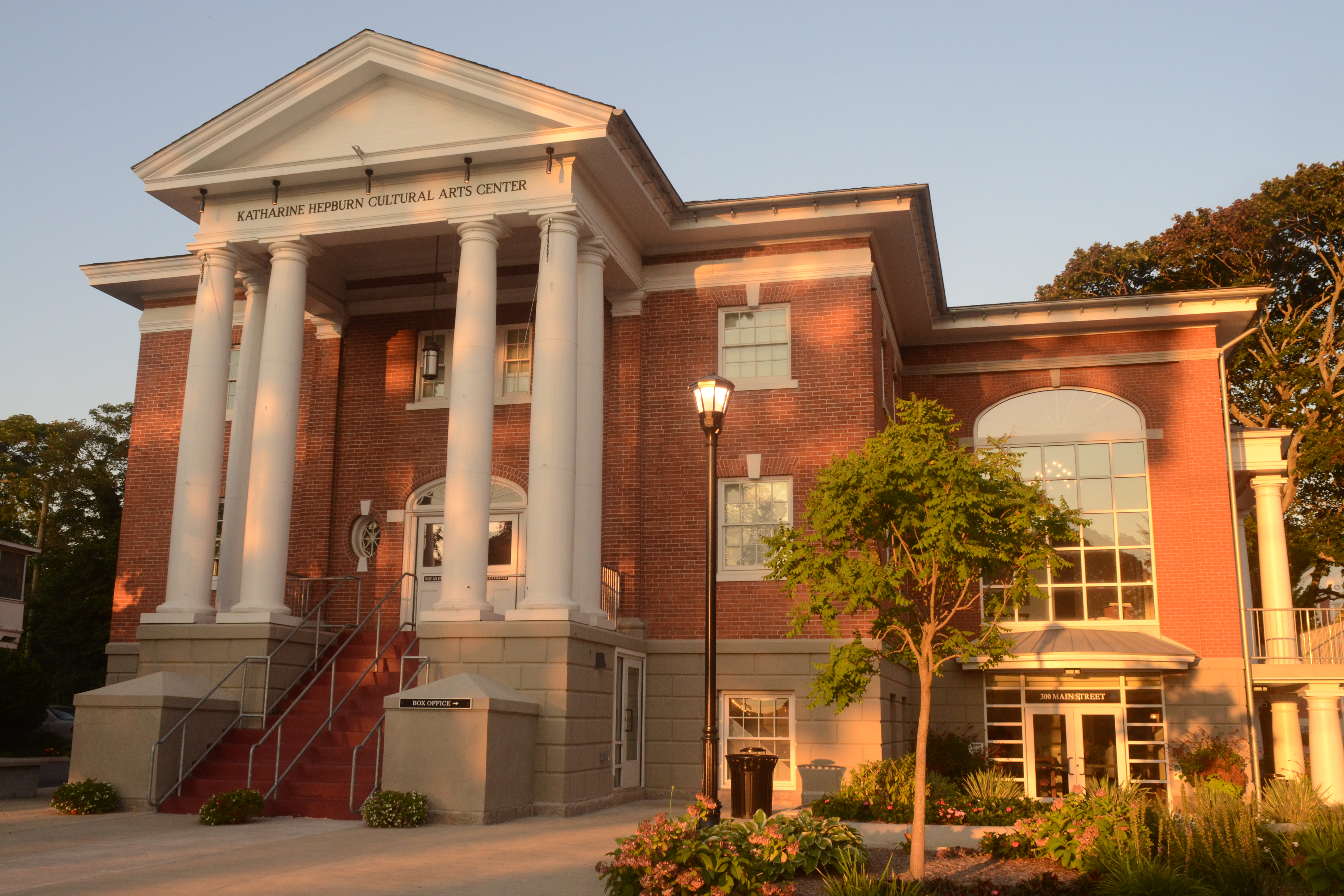
«Центр мистецтв і культури Кетрін Гепберн» в Олд-Сейбруку

Поза екраном Гепберн жила в незвичній для свого часу манері, символізуючи цим «сучасну жінку» і зігравши важливу роль у зміні ставлення до жінок. Хортон і Сімонс писали про Гепберн: «Впевнена в собі, розумна і дотепна, чотириразова володарка премії „Оскар“ Кетрін Гепберн кидала виклик панівним переконанням упродовж усього свого професійного та особистого життя… її образом напористої та сильної жінки можна тільки захоплюватися і рівнятися на нього всім іншим жінкам». Після смерті Гепберн історикиня Джанін Бессінджер писала: «Кетрін Гепберн принесла нам новий вид героїні — сучасної і незалежної. Вона була красивою, але не покладалась на це». Мері Макнамара, журналістка і оглядачка «Лос-Анджелес Таймс», написала: «Кетрін Гепберн була більш ніж кінозіркою, вона була покровителькою всіх незалежних американських жінок». Однак її шанували не всі феміністки, через її публічні заяви, про те що жінка не може мати все, тобто одночасно і кар'єру і сім'ю.
Спадщина Кетрін Гепберн поширюється і на моду: вона була першою жінкою, яка носила штани на початку ХХ століття. Акторка робила внесок у забезпечення виготовлення прийнятних штанів для жінок, коли прихильниці почали йти за нею у виборі одягу. 1986 року вона отримала премію від Ради дизайнерів моди Америки за вплив, який вона справила на жіночу моду. Низка картин за участю Гепберн стали класикою американського кіно: «Африканська королева» (1951), «Філадельфійська історія» (1940), «Виховання крихітки» (1938), «Вгадай, хто прийде на обід» (1967), включені Американський інститутом кіно в список «100 найкращих американських фільмів за 100 років». «Ребро Адама» (1949) та «Жінка року» (1942) були включені AFI в список «100 найсмішніших американських фільмів за 100 років». Її аристократичний переривчастий голос є одним з найбільш впізнаваних у світовому кіно [Sample, from Stage Door (1937) ].

### Меморіали
Пам'ять Кетрін Гепберн вшанована рядом меморіалів. У кварталі Тертл-Бей в Мангеттені, де вона проживала впродовж 60 років, 1977 року побудували сад, названий її ім'ям. Сад має 12 сходинок, що символізують 12 номінацій акторки на премію Американської кіноакадемії, кожна з яких містить напис з цитатою акторки. До того ж, перетин Східної 49-ї вулиці і 2-ї авеню назвали «площею Кетрін Гепберн». Ім'ям акторки назвали театр у місті Олд-Сейбрук, де Гепберн провела свої останні роки. Через три роки після її смерті, в Брін Мор, Альма Гепберн заснувала «Центр Кетрін Гоутон Гепберн». Він присвячений акторці та її матері і закликає жінок брати участь у вирішенні важливих питань, що зачіпають їх стать. «Центр культури та мистецтв Кетрін Гепберн» відкрили 2009 року в Олд-Сейбруку (штат Коннектикут), розташований на місці родинного пляжного будинку, який вона дуже любила. Будівля містить музей Кетрін Гепберн.

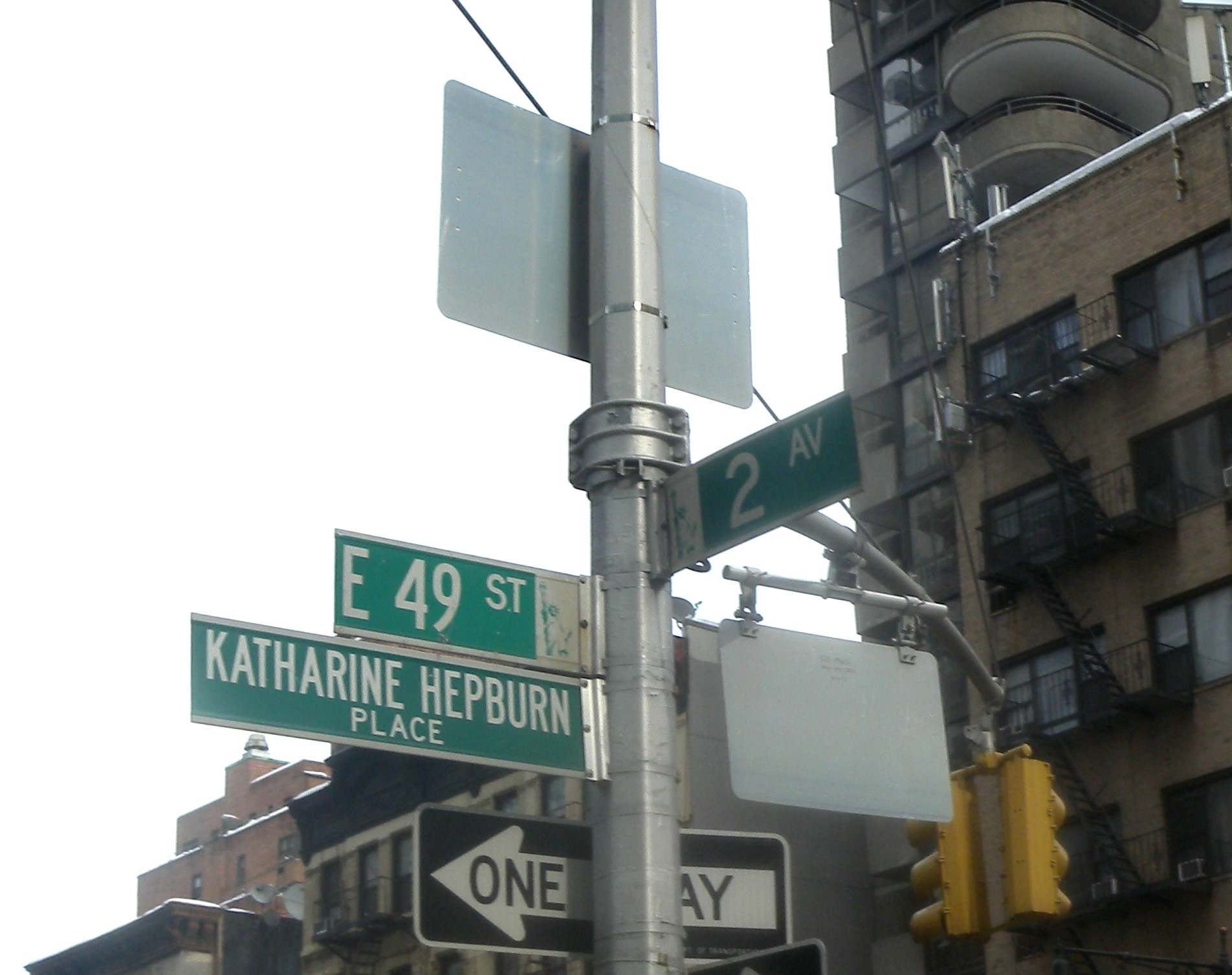
Вулиця на честь Кетрін Гепберн

У бібліотеці Академії кінематографічних мистецтв і наук і в Нью-Йоркській публічній бібліотеці зберігаються особисті документи Кетрін Гепберн. Вибірки з Нью-Йоркської колекції документів Гепберн, які описують її театральну кар'єру, були представлені на виставці «Katharine Hepburn: In Her Own Files» 2009 року. Виставка «One Life: Kate, Centennial Celebration» проходила в Національній портретній галереї у Вашингтоні з листопада 2007 по вересень 2008 року. З жовтня 2010 по вересень 2011 року в Кентському державному університеті виставлялася добірка з її кіно- і театральних костюмів під назвою «Katharine Hepburn: Dressed for Stage and Screen». Кетрін Гепберн також удостоїли власних поштових марок в рамках серії «Легенди Голлівуду». 2015 року в Британському інституті кінематографії відбулась двомісячна ретроспектива робіт Кетрін Гепберн.

### Екранізації
Метью Ломбардо написав про Кетрін Гепберн п'єсу «Чай о п'ятій». У першому акті розповідається про життя Гепберн у 1938 році, у другому акті — в 1983 році, де вона розмірковує про своє життя і кар'єру. Її вперше показали 2002 року в театрі «Гартфорд», акторку зіграла Тола Фелдшью. Фелдшью також зіграла Гепберн у телефільмі «Дивовижний Говард Г'юз» (1977), а 1980 року її персонажка у виконанні Меріанн Тейлор з'явилася в телефільмі «Війна Скарлетт О’Гари». У 2004 році в біографічній драмі Мартіна Скорсезе «Авіатор» роль Кетрін Гепберн зіграла Кейт Бланшетт, отримавши за це виконання премію «Оскар» в номінації «Найкраща жіноча роль другого плану». Таким чином уперше зображення на екрані володарки Оскару принесло його виконавиці Оскар.

## Фільмографія і ролі в театрі

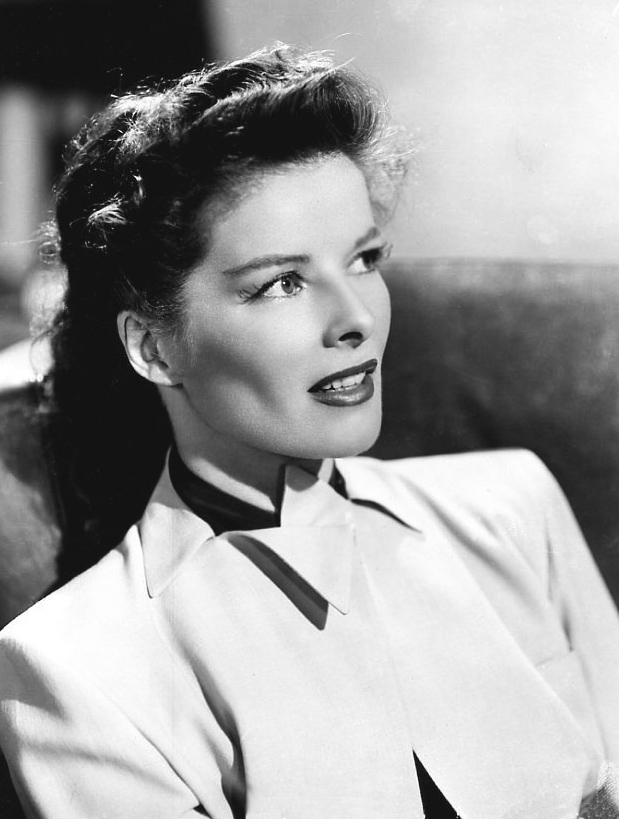
Кетрін Гепберн у 1941 році

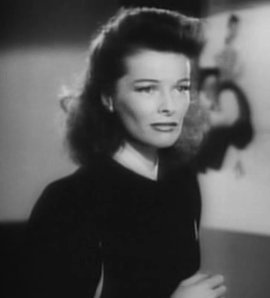
Кетрін Гепберн 1943 року

За свою 66-річну кар'єру Кетрін Гепберн знялася в 44-х художніх фільмах, 8-ми телевізійних фільмах і взяла участь у 33-х театральних постановках. Її акторська кар'єра охоплює широке коло жанрів, серед яких ексцентричні комедії, драми та адаптації творів провідних американських драматургів. Вона з'являлася на театральній сцені кожного десятиліття від 1920-х до 1980-х років, граючи в п'єсах Вільяма Шекспіра, Бернарда Шоу, а також — Бродвейських мюзиклах.

### Вибрана фільмографія
- 1932 — Білль про розлучення / A Bill of Divorcement — Сідні Файрфілд
- 1933 — Крістофер Стронг / Christopher Strong — леді Синтія Даррінгтон
- 1933 — Ранковий підйом / Morning Glory — Єва Лавлейс
- 1933 — Маленькі жінки / Little Women — Джозефіна (Джо) Марч
- 1934 — Злючка / Spitfire — Трігер Гіґґс
- 1934 — Маленький священик / The Little Minister — Барбара «Беббі»
- 1935 — Розбиті серця / Break of Hearts — Констанца Дейн Роберті
- 1935 — Еліс Адамс / Alice Adams — Еліс Адамс
- 1936 — Сильвія Скарлетт / Sylvia Scarlett — Сильвія Скарлетт
- 1936 — Марія Шотландська / Mary of Scotland — Марія Стюарт
- 1936 — Жінка повстає / A Woman Rebels — Памела
- 1937 — Гідна вулиця / Quality Street — Фіб Тросселл
- 1937 — Службовий вхід у театр / Stage Door — Террі Рендалл Сімс
- 1938 — Свято / Holiday — Лінда
- 1938 — Виховання крихітки / Bringing Up Baby — Сюзанна Венс
- 1940 — Філадельфійська історія / The Philadelphia Story — Трейсі Лорд
- 1942 — Жінка року / Woman of the Year — Тесс Гардинґ
- 1943 — Солдатський клуб «За лаштунками» / Stage Door Canteen — камео
- 1944 — Насіння дракона / Dragon Seed — Джейд Тен
- 1945 — Без любові / Without Love — Джейми Ровен
- 1946 — Підводний плин / Undercurrent — Енн Гамільтон
- 1947 — Море трави / The Sea of Grass — Люті Камерон
- 1947 — Пісня любові / Song of Love — Клара Вік Шуман
- 1949 — Ребро Адама / Adam's Rib — Аманда Боннер
- 1952 — Пет і Майк / Pat and Mike — Пет Пембертон
- 1955 — Літо / Summertime — Джейн Гадсон
- 1957 — Кабінетний гарнітур / Desk Set — Банні Вотсон
- 1967 — Вгадай, хто прийде на обід / Guess Who's Coming to Dinner — Христина Дрейтон
- 1968 — Лев узимку / The Lion in Winter — Елеонора Аквітанська
- 1969 — Божевільна із Шайо / The Madwoman of Chaillot — Орелія
- 1971 — Троянки / The Trojan Women — Гекаба
- 1973 — Хитка рівновага / A Delicate Balance — Агнесс
- 1973 — Скляний звіринець / The Glass Menagerie — Аманда Вінгфілд
- 1975 — Любов серед руїн / Love Among the Ruins — Джессіка Медлікотт
- 1979 — Сходи зеленіють / The Corn Is Green — Лілі Мосфат
- 1981 — На золотому озері / On Golden Pond — Етель Тейєр
- 1985 — Остаточне рішення Грейс Квіглі / Grace Quigley — Грейс Куїглі
- 1986 — Місіс Делафілд хоче одружитися / Mrs. Delafield Wants to Marry — Маргарет Делафілд
- 1988 — Тут спала Лора Лансінг / Laura Lansing Slept Here — Лора Лансінг
- 1992 — Чоловік поверхом вище / The Man Upstairs — Вікторія Браун
- 1994 — Це не може бути коханням / This Can't Be Love — Маріон Беннет
- 1994 — Любовна історія / Love Affair — Джинні

### Роботи в театрі

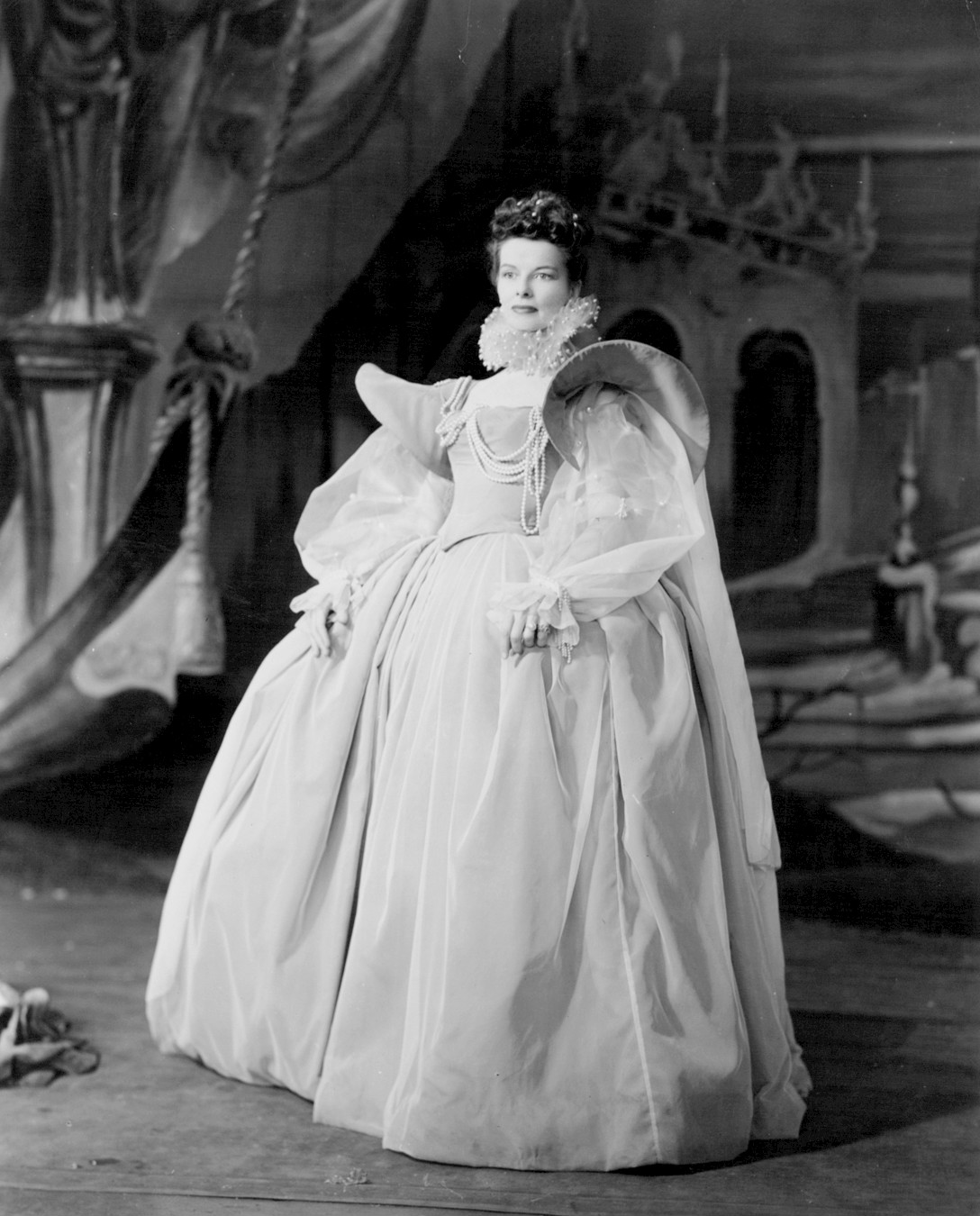
Кетрін Гепберн у ролі Розалінди в п'єсі «Як вам це подобається» (1950)

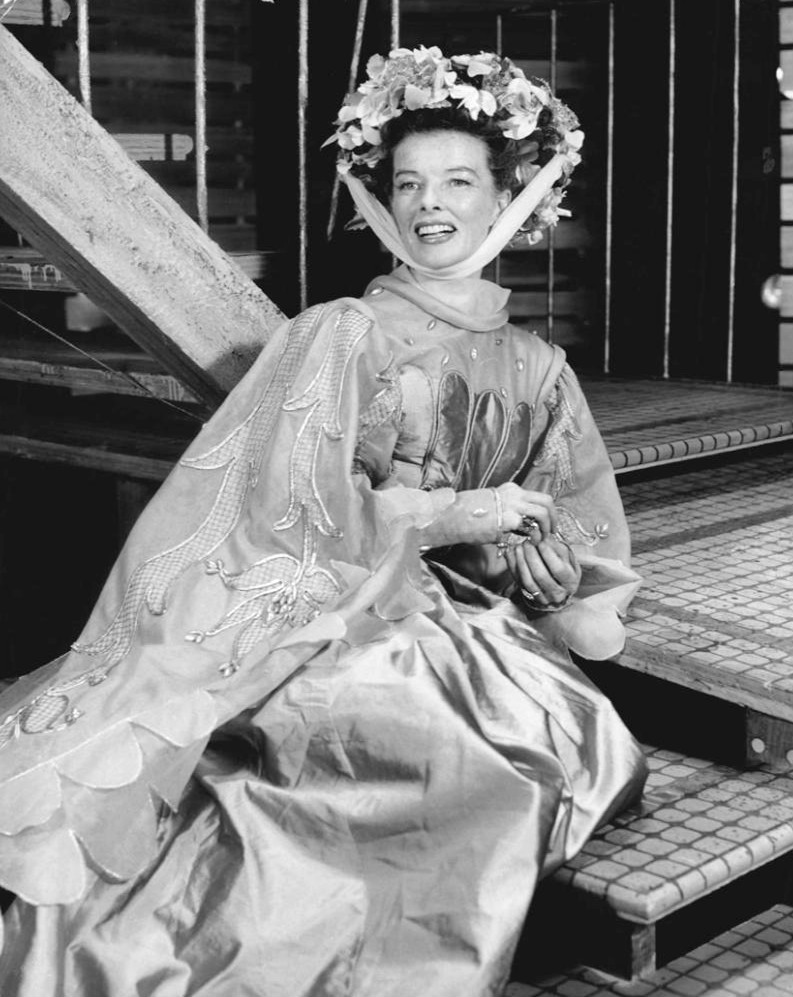
Кетрін Гепберн у ролі Беатріче в п'єсі «Багато галасу з нічого» (1957)

| Рік       | Постановка                          | Роль                      | Місце проведення                                                           | Примітки                                                                                                |
| --------- | ----------------------------------- | ------------------------- | -------------------------------------------------------------------------- | --- |
| 1928      | Цариця                              | леді в очікуванні         | Балтимор, Мэріленд                                                         | |
| 1928      | Викрадачі колиски                   | A flapper                 | Балтимор, Меріленд                                                         | |
| 1928      | Великий ставок                      | Барбара                   | Нью-Йорк                                                                   | Вийшов після одного спектаклю                                                                           |
| 1928      | У ці дні                            | Вероніка Сімс             | Театр «Корт», Нью-Йорк                                                     | |
| 1928      | Свято                               | Лінда Сетон               | Театр «Плімут», Нью-Йорк                                                   | Дублерка                                                                                                |
| 1930      | Місяць у слі                        | Грація                    | Театр Августа Вілсона, Нью-Йорк                                            | Дублерка                                                                                                |
| 1930      | Романтична молода леді              | Катя / Віра Олександрівна | Театр «Беркшир», Стокбридж                                                 | |
| 1930      | Чарівний Крайтон                    | леді Мері Лесінг          | Театр «Беркшир», Стокбридж                                                 | |
| 1930      | Мистецтво і місіс Боттл             | Джуді Боттл               | Театр Максін Елліотт, Нью-Йорк                                             | |
| 1931      | Тільки що одружилася                | ім'я персонажки невідоме  | Айворутон, Коннектикут                                                     | |
| 1931      | Розумна дитина                      | ім'я персонажки невідоме  | Айворутон, Коннектикут                                                     | |
| 1931      | Псевдонім Диякон                    | ім'я персонажки невідоме  | Айворутон, Коннектикут                                                     | |
| 1931      | Кіт і канарка                       | мамуля                    | Айворутон, Коннектикут                                                     | |
| 1931      | Людина, яка повернулася             | Енджи Рендольф            | Айворутон, Коннектикут                                                     | |
| 1932      | Чоловік воїна                       | Антіопа                   | Театр «Мороско», Нью-Йорк                                                  | Березень — травень 1932 р.                                                                              |
| 1932      | Сонцесяйна наречена                 | ім'я персонажки невідоме  | Оссінінг, Нью-Йорк                                                         | |
| 1934      | Озеро                               | Стелла Сурег              | Театр Аль Хіршфельда, Нью-Йорк                                             | |
| 1936–1937 | Джейн Ейр                           | Джейн Ейр                 | Гастролі, турне                                                            | |
| 1939–1942 | Філадельфійська історія             | Трейсі Лорд               | Театр Сема Шуберта, Нью-Йорк                                               | Виступала в Нью-Йорку (березень 1939—1942 р.); Виступала у Вашингтоні та Чикаго (жовтень 1940—1942 р.); |
| 1942–1943 | Без любові                          | Джеймі Коу Роун           | Театр «Сент-Джеймс», Нью-Йорк                                              | Гастролі проходили в Нью-Йорку (жовтень 1942 — лютий 1943                                               |
| 1950      | Як вам це подобається               | Розалінда                 | Театр «Корт», Нью-Йорк                                                     | |
| 1952      | Миліонерка                          | Епіфанія                  | Театр Ноела Кауарда, Лондон, Велика Британія; Театр Сема Шуберта, Нью-Йорк | Виступала в Ньюкасл-апон-Тайн і Манчестері (17 жовтня — 28 грудня 1952 р.)                              |
| 1955      | Приборкання норовливої              | Катеріна                  | Турне по Австралії                                                         | Травень — листопад 1955 р.                                                                              |
| 1955      | Міра за міру                        | Ізабелла                  | Турне по Австралії                                                         | Травень — листопад 1955 р.                                                                              |
| 1955      | Венеційський купець                 | Порція                    | Турне по Австралії                                                         | Травень — листопад 1955 р.                                                                              |
| 1957      | Венеційський купець                 | Порція                    | Американський Шекспірівський театр, Стратфорд                              | |
| 1957      | Багато галасу з нічого              | Беатріче                  | Американський Шекспірівський театр, Стратфорд                              | |
| 1960      | Дванадцята ніч, або Як вам завгодно | Віола                     | Американський Шекспірівський театр, Стратфорд                              | |
| 1960      | Антоній та Клеопатра                | Клеопатра                 | Американський Шекспірівський театр, Стратфорд                              | |
| 1969–1971 | Коко                                | Коко Шанель               | Театр Марка Геллінгера, Нью-Йорк                                           | Гастролі проходили в Нью-Йорку (18 грудня 1969 — 3 жовтня 1971 р.)                                      |
| 1976–1977 | Питання тяжіння                     | місіс Базіль              | Театр «Бролхерст», Нью-Йорк                                                | 12-титижневе Бродвейське турне; Гастролі в США впродовж 6 місяців                                       |
| 1981–1982 | Вестсайдський вальс                 | Маргарет «Мері» Ендервіль | Гастролі, турне                                                            | Гастролі проходили в США, після виступу в Театрі імені Етель Беррімор на Бродвеї                        |